# Século XIX

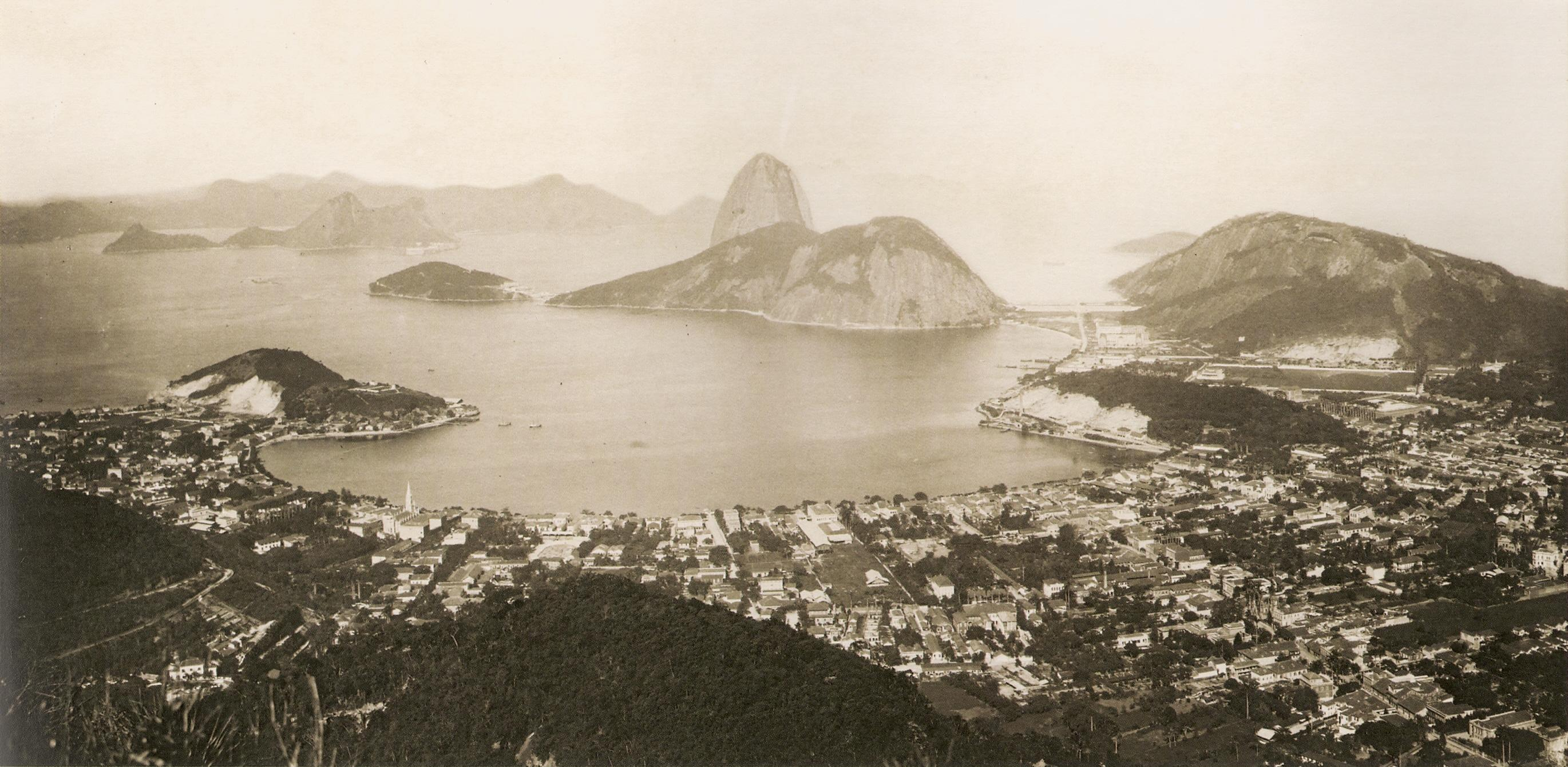
O Rio de Janeiro em 1889.

O século XIX começou no dia 1 de janeiro de 1801 e terminou no dia 31 de dezembro de 1900. Foi um período histórico marcado pelo fim dos impérios da Espanha e da França, assim como dos já decadentes Sacro Império Romano-Germânico e Império Mogol. O século também testemunhou o crescimento da influência dos Impérios Britânico, Russo, Alemão e Japonês; e dos Estados Unidos, estimulando conflitos militares, mas também avanços científicos e bélicos.

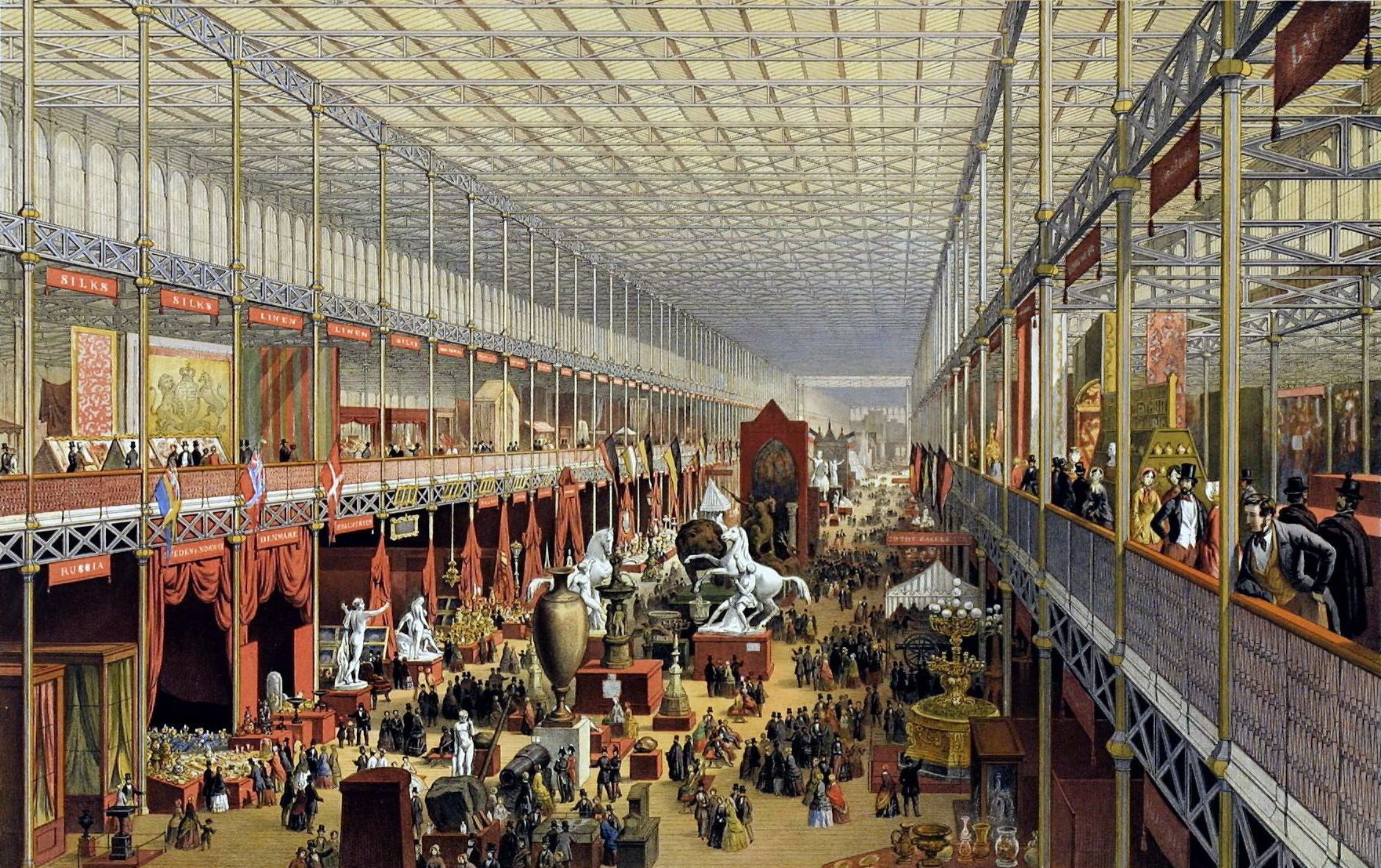
A Grande Exposição em Londres. A partir do século XVII, o Reino Unido foi o primeiro país do mundo a se industrializar.

Depois da derrota do Império Francês e seus aliados nas Guerras Napoleônicas, o Império Britânico adquiriu a supremacia mundial, passando a controlar um quarto da população e um quinto do território mundial. Aplicando a Pax Britannica, incentivou o comércio e lutou contra a pirataria. O século XIX foi uma era de invenções e descobertas, com significante desenvolvimento nos campos da matemática, física, química, biologia, eletricidade e metalurgia, lançando as bases para os avanços tecnológicos do século XX. A Revolução Industrial começou na Inglaterra. A Era Vitoriana foi afamada pelo emprego de jovens crianças em fábricas e minas, além de valores morais rígidos. O Japão embarcou num programa de rápida modernização após a Restauração Meiji, antes de derrotar a China, sob a Dinastia Qing, na primeira Guerra Sino-Japonesa. O Império Russo se expandiu no Cáucaso, Ásia Central e Extremo Oriente. O Império Otomano passou por um período de modernização e reforma conhecido como Tanzimat, aumentando enormemente seu controle sobre seus territórios centrais na Anatólia e no Oriente Próximo. Apesar disso, o Império permaneceu em um período de declínio, perdendo território nos Bálcãs, Egito e Norte da África.
Avanços medicinais, o conhecimento da anatomia humana e a prevenção de doenças que ocorreram no século XIX foram responsáveis pela rápida aceleração do crescimento populacional no Hemisfério Ocidental. A população europeia dobrou durante o século XIX, de cerca de 200 milhões para mais de 400 milhões. A introdução de ferrovias, o primeiro grande avanço no transporte terrestre por séculos, melhorou o modo de vida das pessoas e favoreceu os grandes movimentos de urbanização nos países ao redor do globo. Várias cidades ultrapassaram populações de um milhão ou mais, durante esse século. Londres transformou-se na maior cidade do mundo e na capital do Império Britânico. A sua população expandiu de 1 milhão, em 1800, para 6,7 milhões até o final do século.
Os territórios desconhecidos pelos europeus, incluindo as vastas extensões do interior da África, foram descobertos durante esse século. No entanto, o mesmo não ocorreu com zonas extremas do Ártico e da Antártida. Em 1890, havia precisos e detalhados mapas do globo. O liberalismo tornou-se o movimento de reforma proeminente na Europa. Na África, a exploração e a tecnologia europeias levaram à colonização de quase todo o continente em 1898. Novos medicamentos, como a quinina e armas de fogo mais avançadas, permitiram que as nações europeias conquistassem as populações nativas.
Os Estados Unidos mais do que dobram de tamanho quando compram as reivindicações territoriais da França na América do Norte, por meio da Compra da Louisiana. Isso começa a expansão dos EUA para o oeste, para o Oceano Pacífico, conhecido como seu Destino Manifesto, que envolveu anexar e conquistar terras do México, Grã-Bretanha e nativos americanos. Foi a época do Velho Oeste (de 1850 até o século seguinte, em 1924). A maioria dos países da América Central e do Sul obteve independência dos senhores coloniais durante o século XIX.
A escravidão ou escravatura foi grandemente reduzida ao redor do mundo após o sucesso da Revolta Escrava no Haiti. A Inglaterra forçou bárbaros piratas a parar com as suas práticas de sequestro e escravismo, banindo a escravidão em todo seu domínio, além de cobrar que a sua marinha encerrasse com o comércio global de escravos. Os Estados Unidos, após a sua Guerra Civil, aboliram a escravidão em 1865. A escravidão brasileira foi abolida em 1888 (ver Abolicionismo). O Brasil via os últimos tempos do Império. E a servidão foi abolida na Rússia.
O século XIX também viu a rápida criação e desenvolvimento de muitos desportos, particularmente na Inglaterra e nos Estados Unidos. Assim como o futebol, rúgbi e o beisebol, muitos outros desportes foram desenvolvidos durante esse período, enquanto o Império Britânico facilitou a propagação rápida de desportos como o críquete para diferentes partes do mundo.
Além de marcar a queda da ocupação otomana dos Balcãs que levou à criação da Sérvia, Bulgária, Montenegro e Romênia na sequência da Segunda Guerra Russo-Turca, seguiu-se a grande Guerra da Crimeia.

## Política e conflitos bélicos

### Guerras, Revoltas e Revoluções
- Revolução Haitiana (1791-1804)
- Guerras Napoleónicas (1792-1815)
  - Invasões Napoleónicas a Portugal
    - 1ª 1807-1808 Junot
    - 2ª 1809 Soult
    - 3ª 1810-1811 André Masséna
- Revolução de Maio (1810)

Três de Maio de 1808 em Madrid: Os fuzilamentos da montanha do Príncipe Pío.

- Início do processo de Independência da América Espanhola
- Guerra de independência da Grécia (1821-1831)
- Revoluções de 1830
- Guerra dos Farrapos (1835-45)
- Guerra Grande (1838-1851)
- Primeira Guerra do Ópio (1839-1842)
- Guerra Mexicano-Americana (1847-1848)
- Revolução húngara de 1848
- Revoluções de 1848
- Primeira Guerra de Independência Italiana (1848)
- Guerra da Crimeia (1854-1856)
- Segunda Guerra do Ópio (1856-60)
- Segunda Guerra de Independência Italiana (1859-61)
- Guerra dos Ducados do Elba (1864)
- Guerra da Tríplice Aliança (1865)
- Guerra Austro-prussiana (1866)
- Terceira Guerra de Independência Italiana (1866)
- Revolução de 1868
- Guerra franco-prussiana (1870)
- Unificação da Alemanha (1871)
- Comuna de Paris (1871)
- Revolta do Quebra-Quilos (1874-1875)
- Guerra do Pacífico (século XIX) (1879–1884)
- Guerra Hispano-Americana (1898)
- Revolução liberal do Porto ou Revolução Liberal Portuguesa (1820)
- Dissolução do Xogunato Tokugawa
- Guerra da Independência do Brasil (1822)
- Guerra do Paraguai (1864-1875)
- Guerra do Prata (1851-1852)
- Revoltas Liberais de 1842
- Guerra Contra as Províncias Unidas
- Guerra do Uruguai

## Ciência
A Primeira Revolução industrial provoca profundas mudanças na economia e na tecnologia.
O século se caracteriza por romper definitivamente com a fusão que a História havia tido com a literatura. Leopold von Ranke se compromete com a história crítica e cética. Se deixa influenciar pelas correntes filosóficas predominantes do momento, tais como o liberalismo e o nacionalismo chegando a cair inclusive no etnocentrismo, racismo e particularmente no eurocentrismo.
As reflexões sobre a sociedade de Saint-Simon produziram as tendências que modificariam as tendências historiográficas: o positivismo e o materialismo histórico, também influenciado pela dialética hegeliana. Ambas entendem que o comportamento da história se encontra submetido a leis. A primeira concebe o desenvolvimento da história como processos ordenados (positivismo), a segunda o concebe como resultado de estratos sociais. Além disso, os resultados apresentados por Charles Darwin representam uma importante ruptura com os paradigmas religiosos. Ao demonstrar a Origem das Espécies Darwin coloca o ser humano em pé de igualdade com toda a natureza, questionando as ideias da sua origem divina até então dominantes.

### Medicina
O desenvolvimento da medicina se relaciona diretamente com a migração, superlotação das cidades e as precárias condições de vida da classe trabalhadora própria da Revolução Industrial. A sua consequência foi a proliferação das doenças infecciosas (sífilis, tuberculose) ou relacionadas com a má alimentação (pelagra, raquitismo, escorbuto). Esses problemas são cruciais para entender a origem da medicina social de Rudolf Virchow e o sistema de saúde pública de Edwin Chadwick que dariam lugar a atual medicina preventiva. A mesma Revolução Industrial, junto com numerosas guerras e revoluções, gerariam um desenvolvimento científico generalizado que contribuiria com a instauração de condições técnicas para o triunfo da assepsia, da anestesia e da cirurgia.
As Revoluções liberais, promovendo cidadãos livre-pensadores, constroem uma nova medicina científica e empírica, desligada do místico e artesanal. Se culmina com a opressão dos velhos cânones éticos do absolutismo e o catolicismo instaurando novos cânones, novos calendários. O século XIX verá nascer a medicina experimental de Claude Bernard, a teoria de Omnia cellula a cellula de Rudolf Virchow, a teoria microbiana das doenças, a teoria da evolução das espécies de Charles Darwin, e a genética de Gregor Mendel.
- Descoberta da infeção puerperal por Ignacio Semmelweis.
- Identificação dos micro-organismos como causadores das doenças infecciosas, por Louis Pasteur e Robert Koch.
- Descoberta da soroterapia por Emil von Behring e Shibasaburo Kitasato, em 1890.
- Desenvolvimento de soro antiofídico para tratar picadas de Naja naja por Albert Calmette, em 1895.

### Invenções

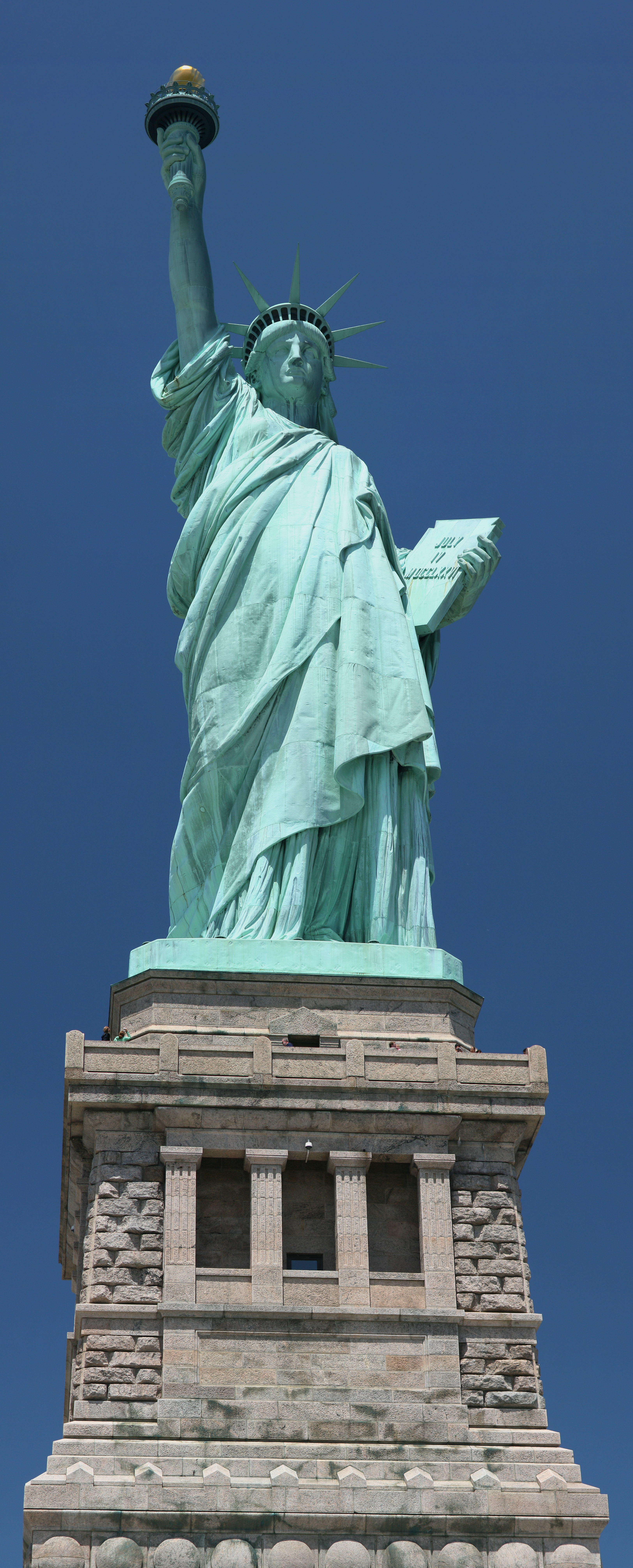
A Estátua da Liberdade, em Nova Iorque, foi inaugurada em 28 de outubro de 1886.

- Locomotiva: Richard Trevithick, 1804.
- Fotografia: Louis Jacques Daguerre, 1816.
- Anestesia: William Morton, 1846.
- Lâmpada incandescente: Heinrich Göbel, 1854.
- Telefone: Antonio Meucci, 1854.
- Dirigível: Solomon Andrews, 1863.
- Termômetro Clínico: Thomas Clifford Allbutt, 1866, os termômetros anteriores demoravam uma ou mais horas para estabelecer a temperatura.
- Fonógrafo: Thomas Alva Edison, 1878.
- Fotófono: Alexander Graham Bell e Charles Sumner Tainter, 1880, permitia a transmissão do som por meio de uma emissão de luz.
- Pilha elétrica: Alessandro Giusseppe Volta, 1881
- Sabonete: William Hesketh Lever, 1884.
- Automóvel: Karl Benz, 1886.
- Toca-discos: Emile Berliner, 1888.
- Sensor de temperatura de resistência de platina.
- Lente de Fresnel: Augustin Fresnel
- Cinematógrafo: Irmãos Lumière, 1894, projetor cinematográfico.
- Vitascópio: Thomas Alva Edison, 1896.

### Teorias
- Teoria dos números: Carl Friedrich Gauss, 1801
- Teoria da Evolução: Charles Darwin, 1859.
- Teoria microbiana: John Snow, Louis Pasteur, Robert Koch e Joseph Lister.
- Positivismo: Auguste Comte
- Eletromagnetismo: James Maxwell, 1879
- Marxismo: Karl Marx, Friedrich Engels, 1848
- Teoria Psicanalítica: Sigmund Freud, 1896
- Teoria atômica: John Dalton

### Descobertas
- Efeito Edison: Thomas Alva Edison, 1883, passou a eletricidade desde um fio a uma placa metálica dentro de um globo de lâmpada incandescente.
- Efeito Peltier (Thomas Seebeck, 1821 e Jean Peltier, 1834), Força eletromotriz de Thomson (William Thomson, 1851), Lei de Joule (James Prescott Joule, década de 1860), propriedades termoelétricas.
- Carbeto de cálcio: Friedrich Wöhler
- Acetileno: Friedrich Wöhler
- Vanádio: Andrés Manuel del Río, no México, em 1801, o chamou de Eritônio.
- Primeira enzima (lipase pancreática): Claude Bernard, 1848.
- Hereditariedade: Mendel, 1865.
- Síndrome de Rokitansky
- Raios X: Wilhelm Conrad Röntgen, 1895.
- Radioatividade: Henri Becquerel, Pierre Curie e Marie Curie, 1896.
- Elementos Químicos Rádio e Polônio: Marie Curie, 1898.
- Especificidade dos soros antiofídicos relacionada ao gênero das serpentes: Vital Brazil, 1898.

## Cultura
- 1808 : Beethoven compõe a Quinta Sinfonia
- 1813 : Jane Austen publica Orgulho e Preconceito
- 1818 : Mary Shelley publica Frankenstein.
- 1819 : John Keats escreve suas odes de 1819.
- 1819 : Théodore Géricault pinta sua obra-prima A Balsa da Medusa, e a expõe no Salão Francês de 1819 no Louvre.
- 1824 : Estreia da Nona Sinfonia de Beethoven.
- 1829 : Estreia de Fausto de Johann Wolfgang von Goethe.
- 1837 : Charles Dickens publica Oliver Twist.
- 1841 : Ralph Waldo Emerson publica Autossuficiência.
- 1845 : Frederick Douglass publica Narrative of the Life of Frederick Douglass, an American Slave.
- 1847 : As irmãs Brontë publicam Jane Eyre, Wuthering Heights e Agnes Gray.
- 1849 : Josiah Henson publica The Life of Josiah Henson, anteriormente um escravo, agora um habitante do Canadá, como narrado por ele mesmo.
- 1851 : Herman Melville publica Moby Dick.
- 1851 : Sojourner Truth faz o discurso Ain't I a Woman?.
- 1852 : Harriet Beecher Stowe publica Uncle Tom's Cabin.
- 1855 : Walt Whitman publica a primeira edição de Leaves of Grass.
- 1855 : Frederick Douglass publica a primeira edição de My Bondage and My Freedom.
- 1862 : Victor Hugo publica Os Miseráveis.
- 1865 : Lewis Carroll publica Alice no País das Maravilhas.
- 1869 : Leo Tolstoy publica Guerra e Paz.
- 1875 : estreia em Paris a ópera Carmen, de Georges Bizet.
- 1876 : O Ciclo do Anel de Richard Wagner é realizado pela primeira vez em sua totalidade.
- 1883 : A Ilha do Tesouro de Robert Louis Stevenson é publicada.
- 1884 : Mark Twain publica as Aventuras de Huckleberry Finn.
- 1886 : É publicado o "Estranho Caso do Dr. Jekyll e o Sr. Hyde", de Robert Louis Stevenson.
- 1887 : Sir Arthur Conan Doyle publica sua primeira história de Sherlock Holmes, A Study in Scarlet.
- 1889 : Vincent van Gogh pinta A Noite Estrelada.
- 1889 : Moulin Rouge é inaugurado em Paris.
- 1892 : Estreia de O Quebra-Nozes de Tchaikovski, em São Petersburgo.
- 1894 : O Livro da Selva de Rudyard Kipling é publicado
- 1895 : Julgamento de Oscar Wilde e estreia de sua peça The Importance of Being Earnest.
- 1897 : Bram Stoker escreve Drácula.
- 1900 : L. Frank Baum publica O Maravilhoso Mágico de Oz.

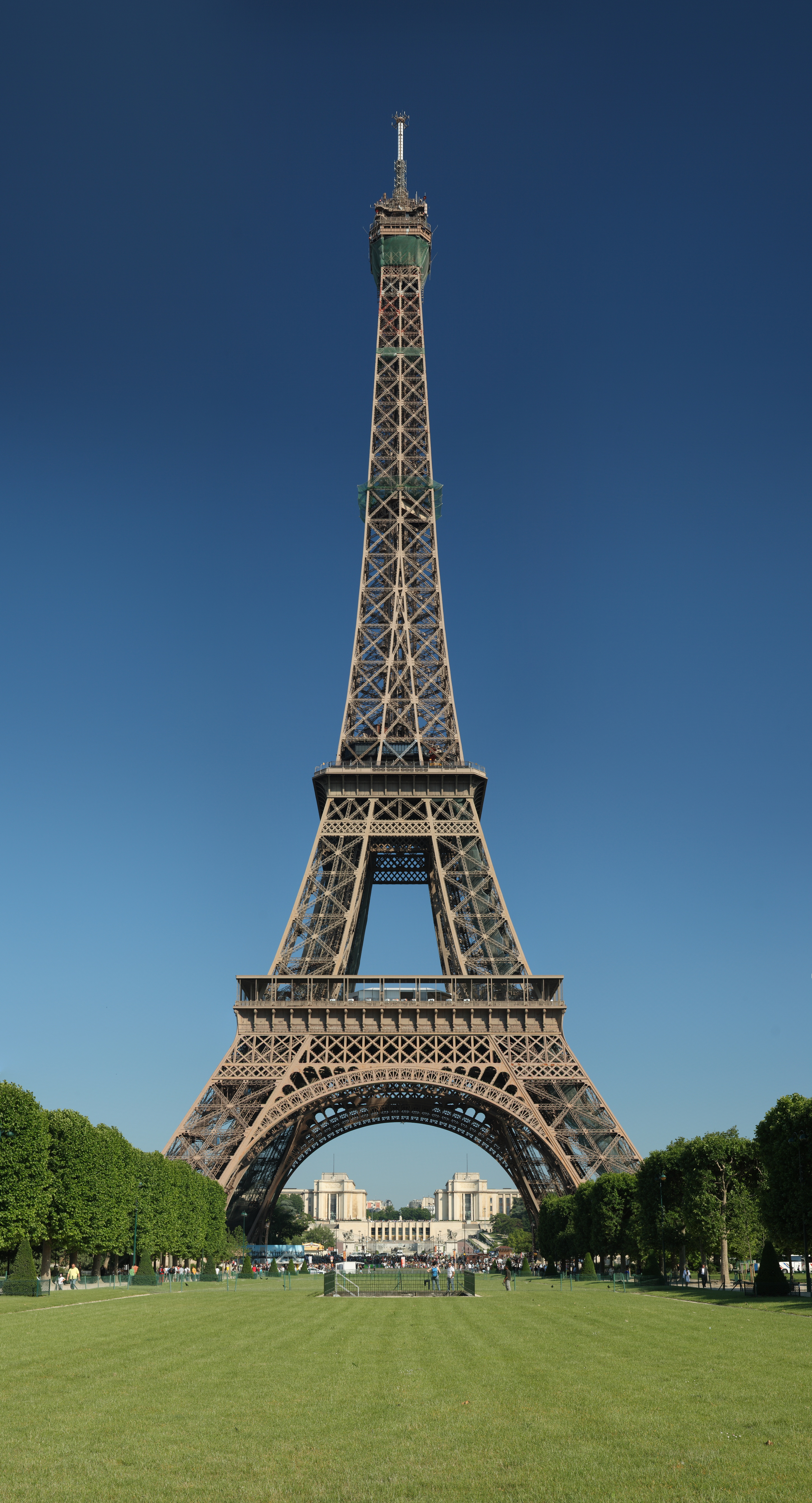
Um dos símbolos de Paris é a Torre Eiffel, que foi construída para a Exposição Universal de 1889.

## Períodos

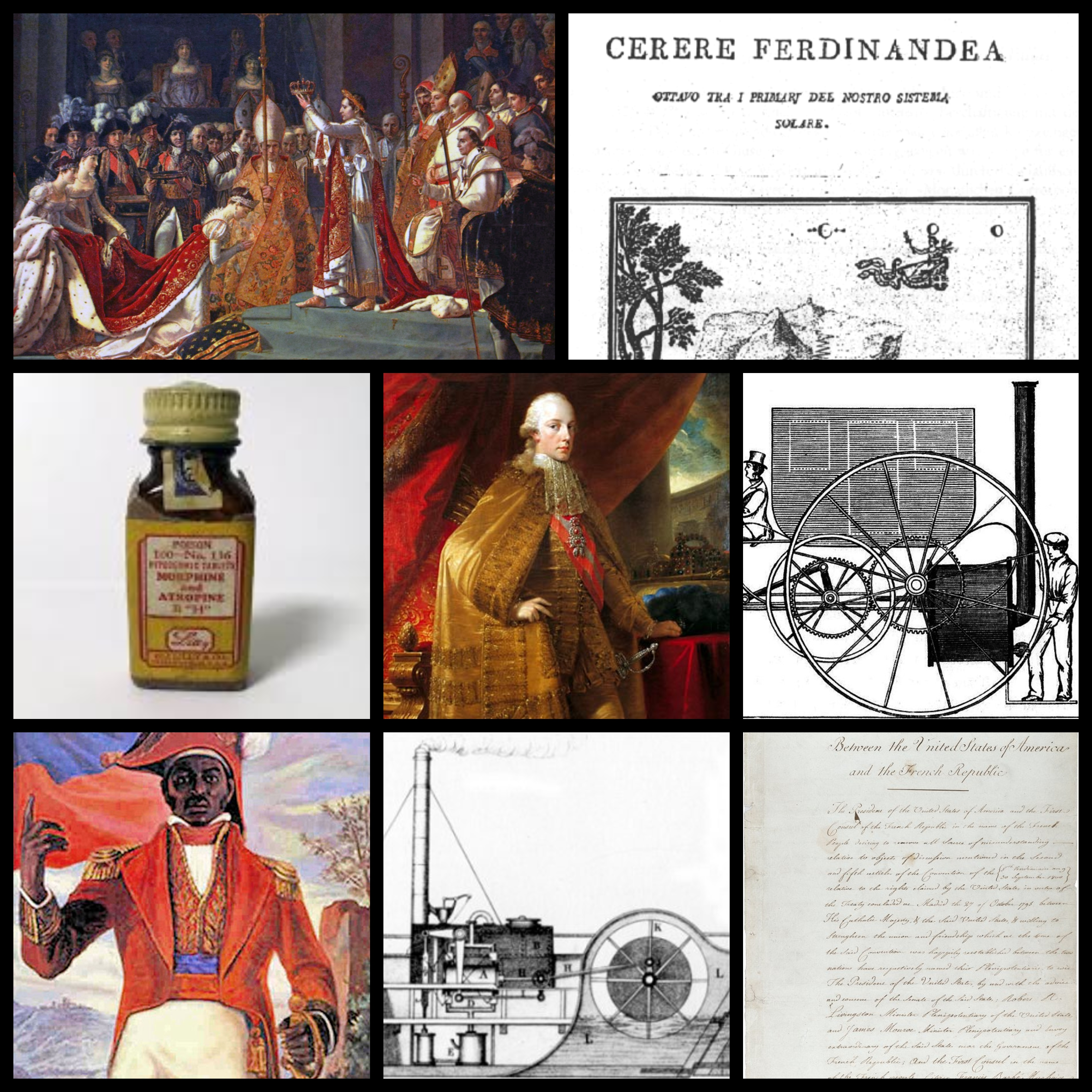
Uma montagem de eventos notáveis dos anos 1800.

### Décadas
Década de 1800 | Década de 1810 | Década de 1820 | Década de 1830 | Década de 1840 | Década de 1850 | Década de 1860 | Década de 1870 | Década de 1880 | Década de 1890

### Anos
1801 | 1802 | 1803 | 1804 | 1805 | 1806 | 1807 | 1808 | 1809 | 1810
1811 | 1812 | 1813 | 1814 | 1815 | 1816 | 1817 | 1818 | 1819 | 1820
1821 | 1822 | 1823 | 1824 | 1825 | 1826 | 1827 | 1828 | 1829 | 1830
1831 | 1832 | 1833 | 1834 | 1835 | 1836 | 1837 | 1838 | 1839 | 1840
1841 | 1842 | 1843 | 1844 | 1845 | 1846 | 1847 | 1848 | 1849 | 1850
1851 | 1852 | 1853 | 1854 | 1855 | 1856 | 1857 | 1858 | 1859 | 1860
1861 | 1862 | 1863 | 1864 | 1865 | 1866 | 1867 | 1868 | 1869 | 1870
1871 | 1872 | 1873 | 1874 | 1875 | 1876 | 1877 | 1878 | 1879 | 1880
1881 | 1882 | 1883 | 1884 | 1885 | 1886 | 1887 | 1888 | 1889 | 1890
1891 | 1892 | 1893 | 1894 | 1895 | 1896 | 1897 | 1898 | 1899 | 1900

## Galeria de retratos suplementar

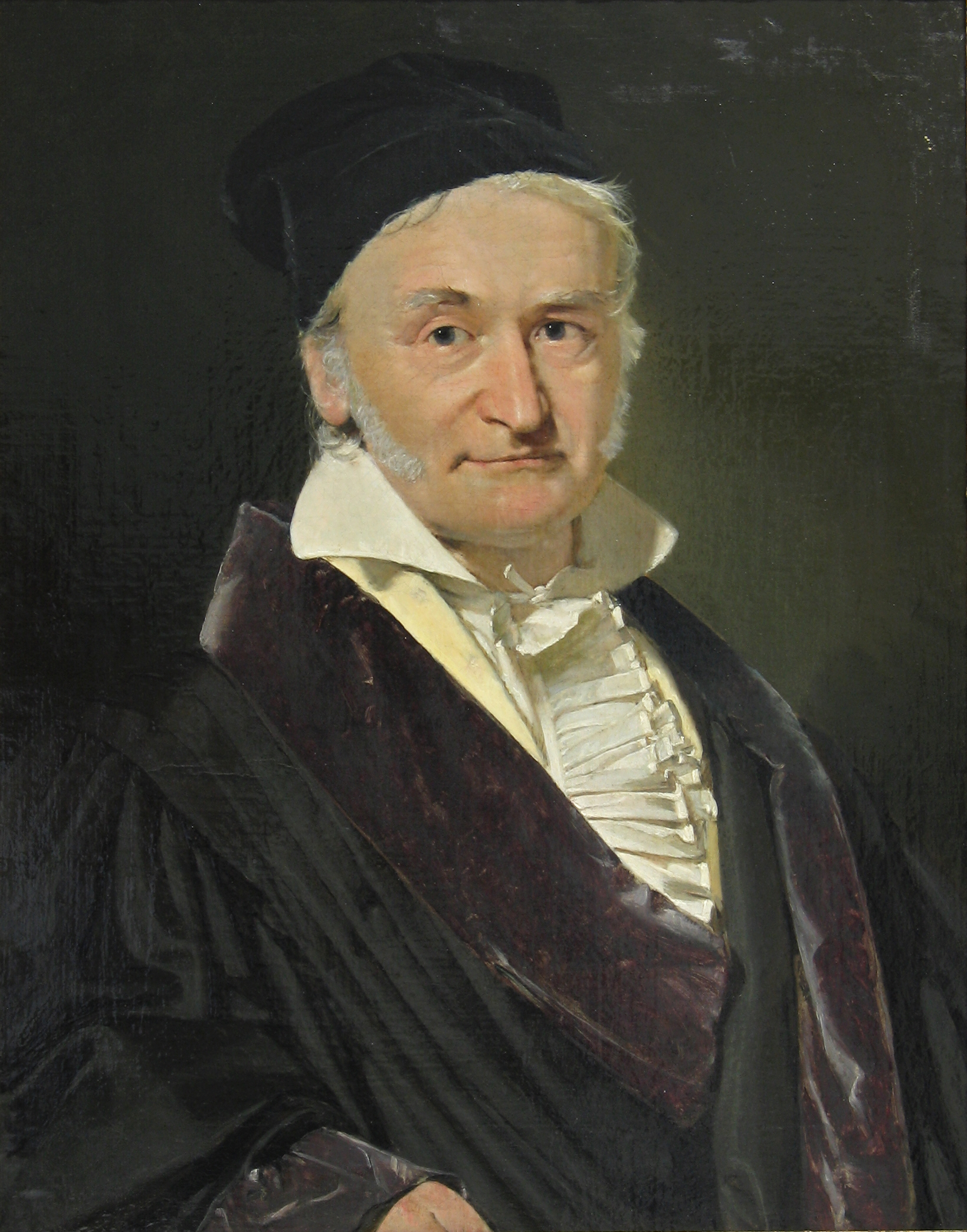
Carl Friedrich Gauss
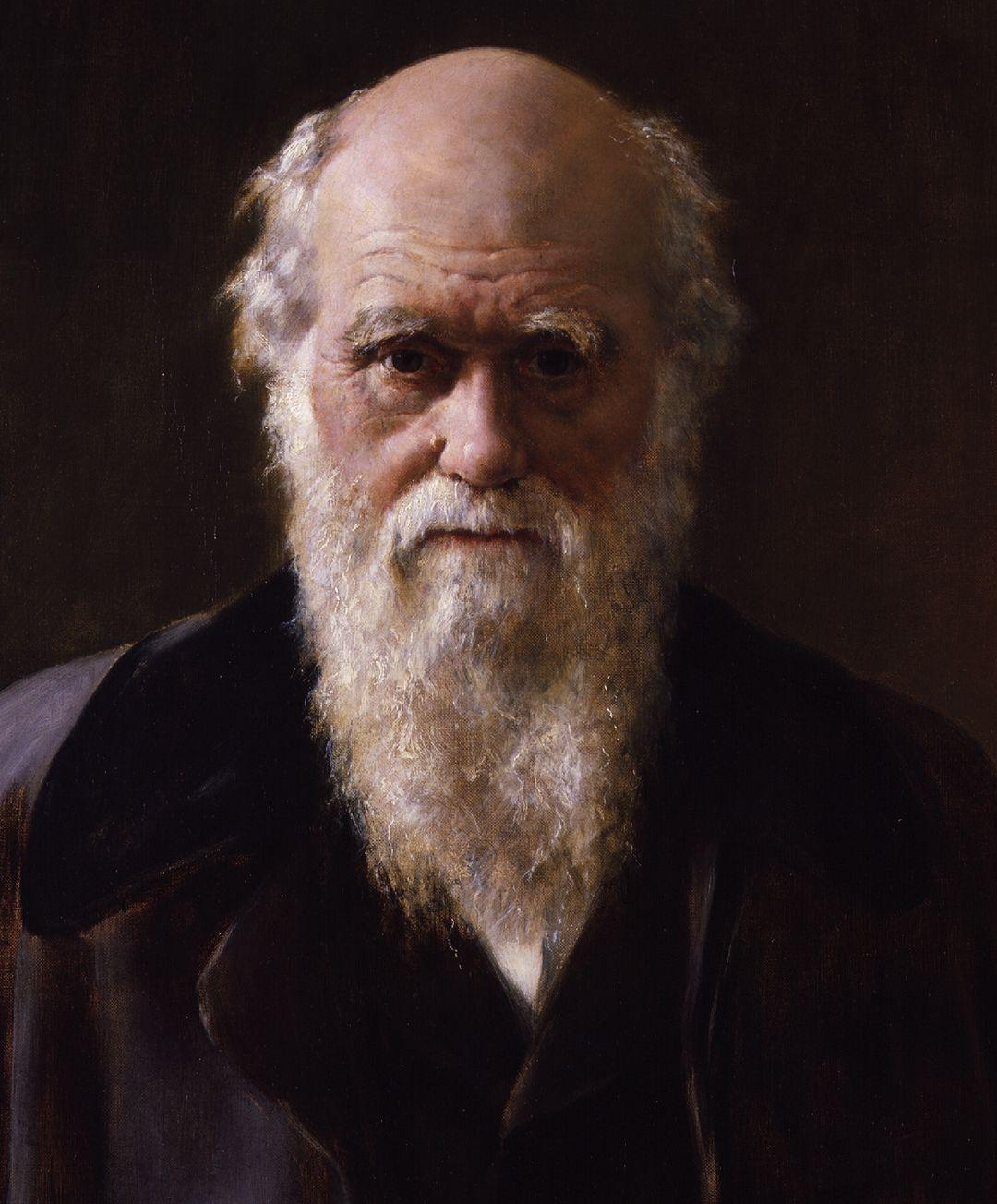
Charles Darwin
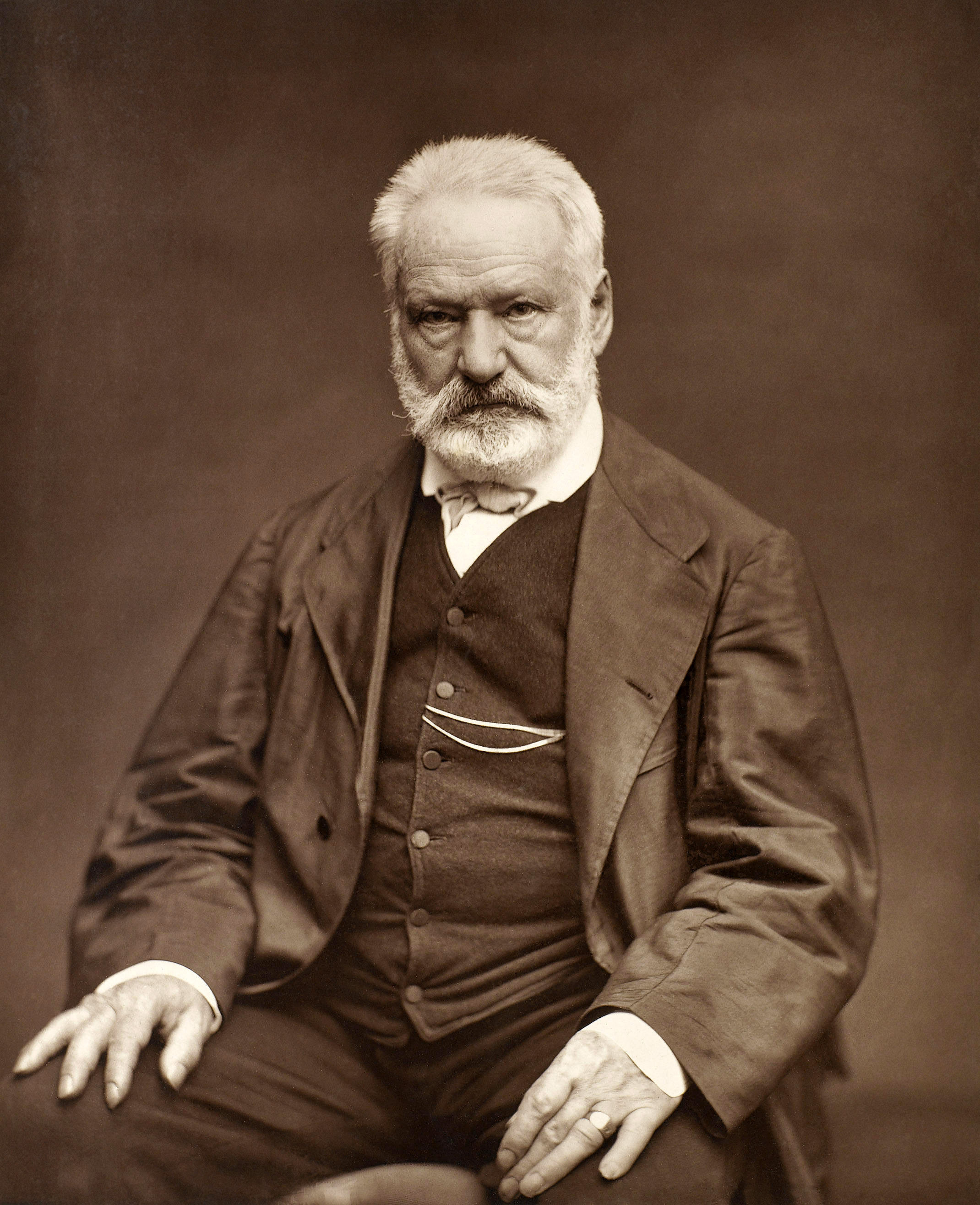
Victor Hugo c. 1876
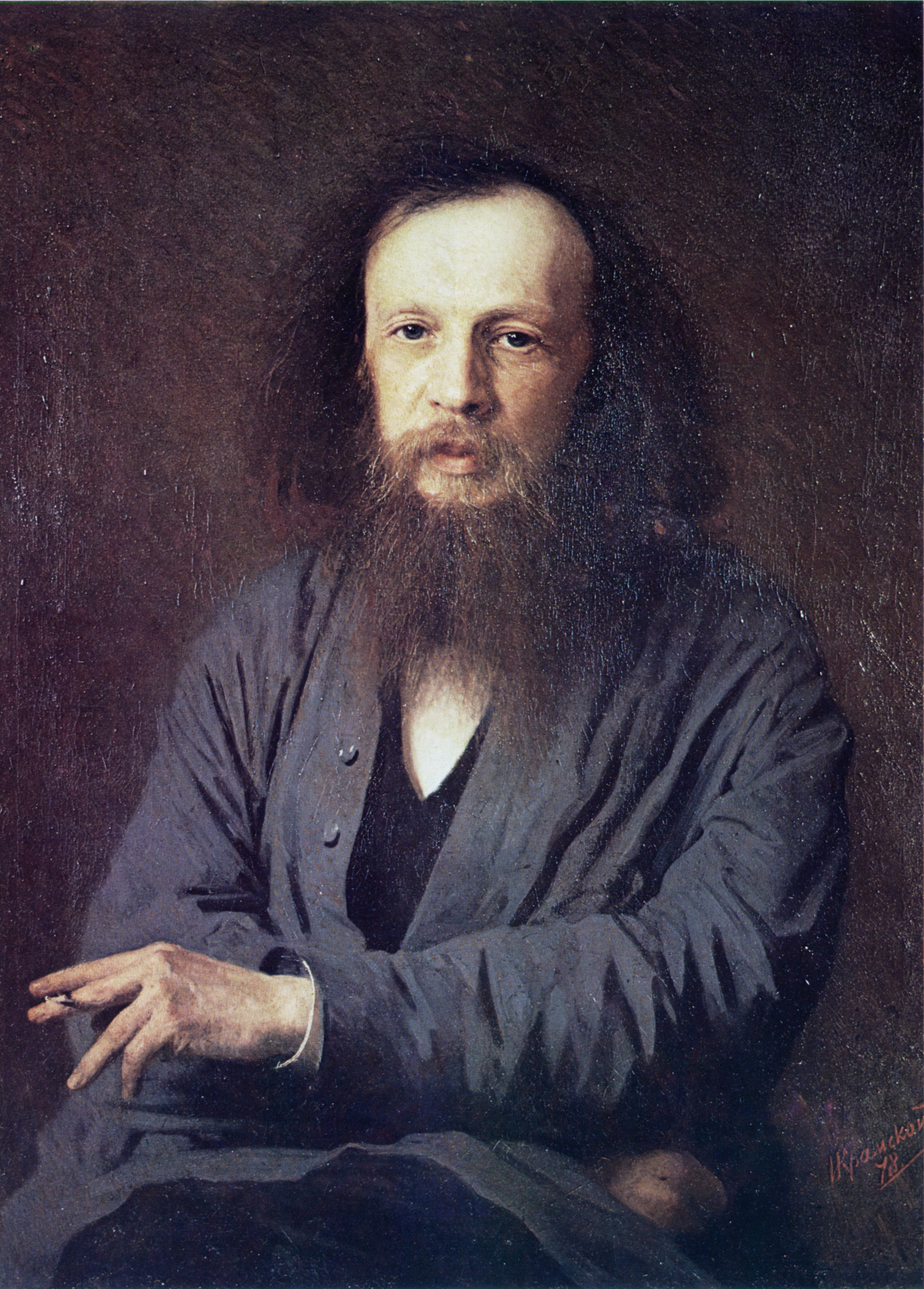
Dmitri Mendeleev
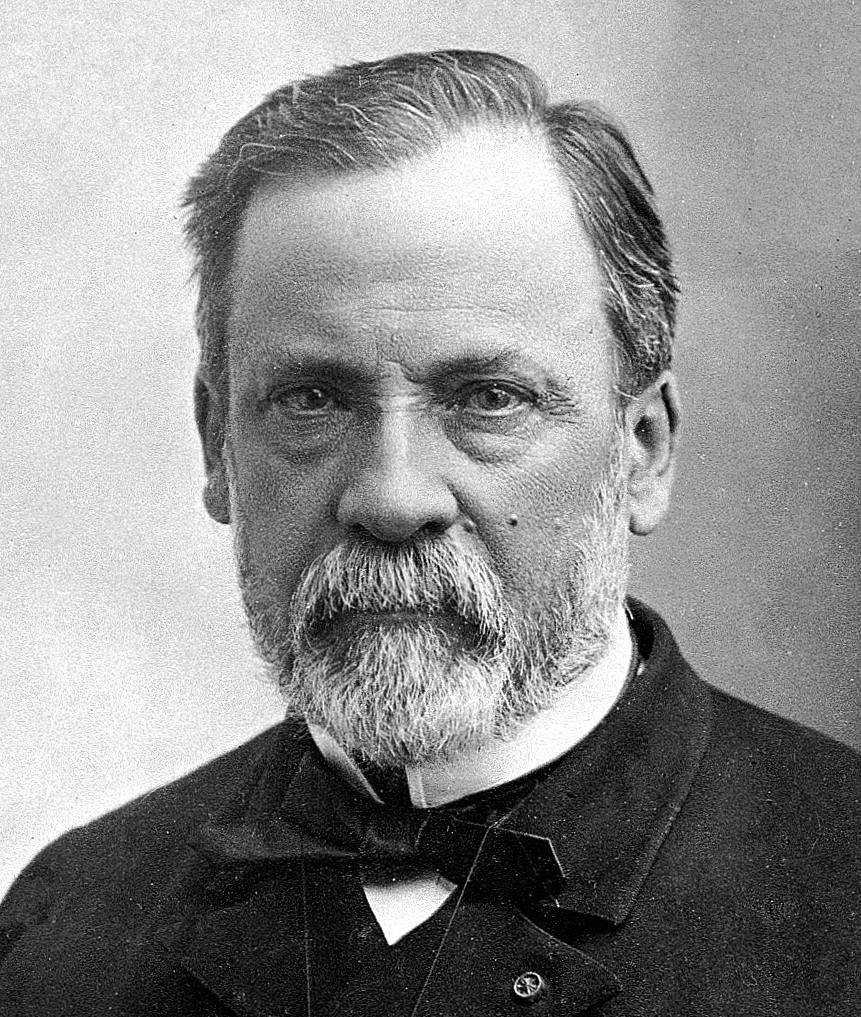
Louis Pasteur, 1878
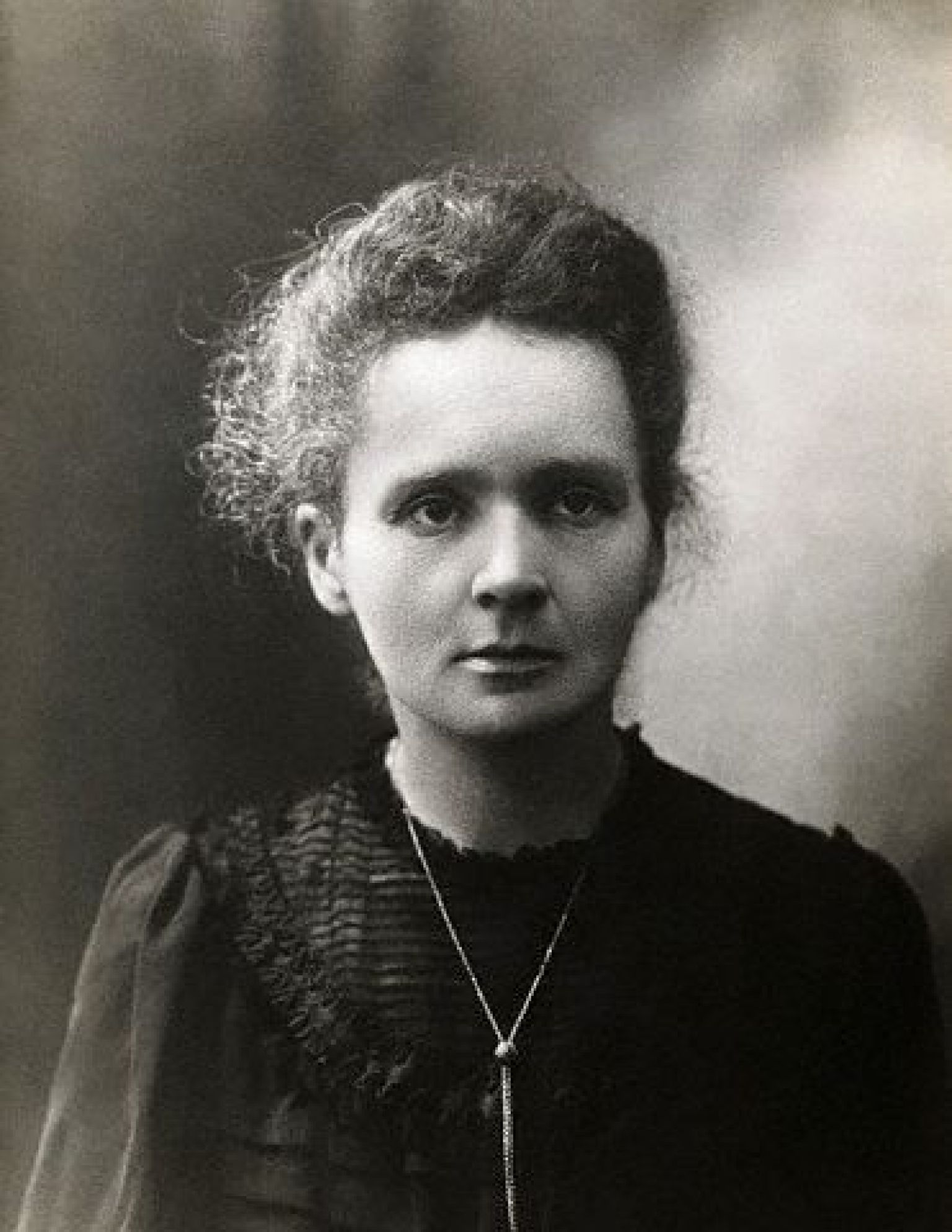
Marie Curie, c. 1898
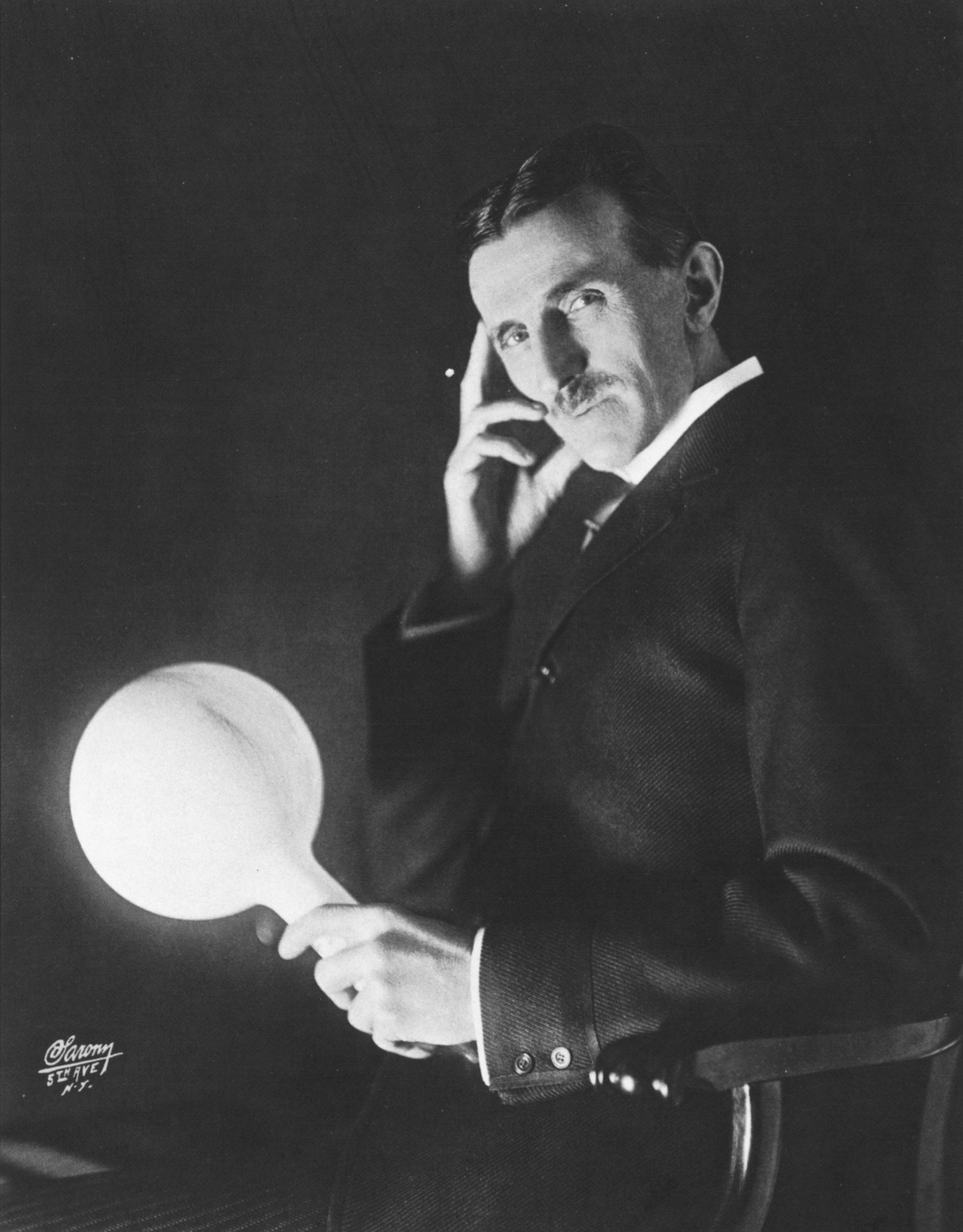
Nikola Tesla
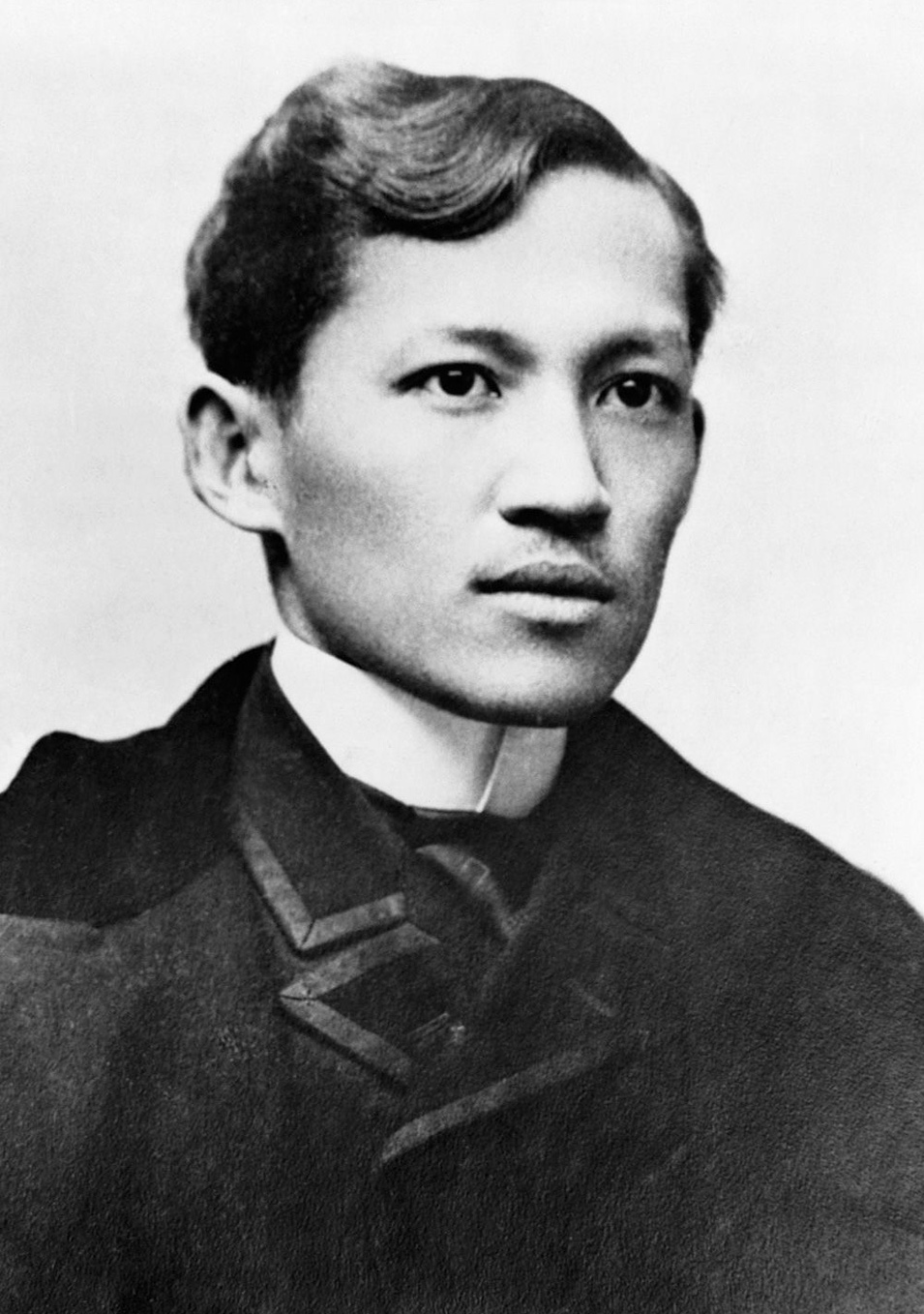
José Rizal
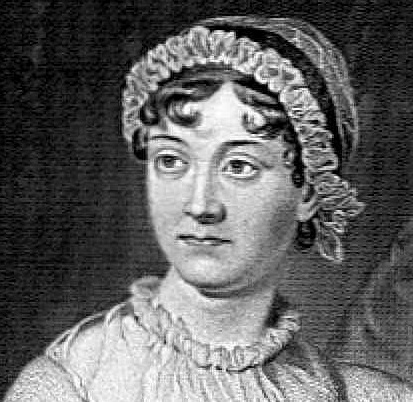
Jane Austen
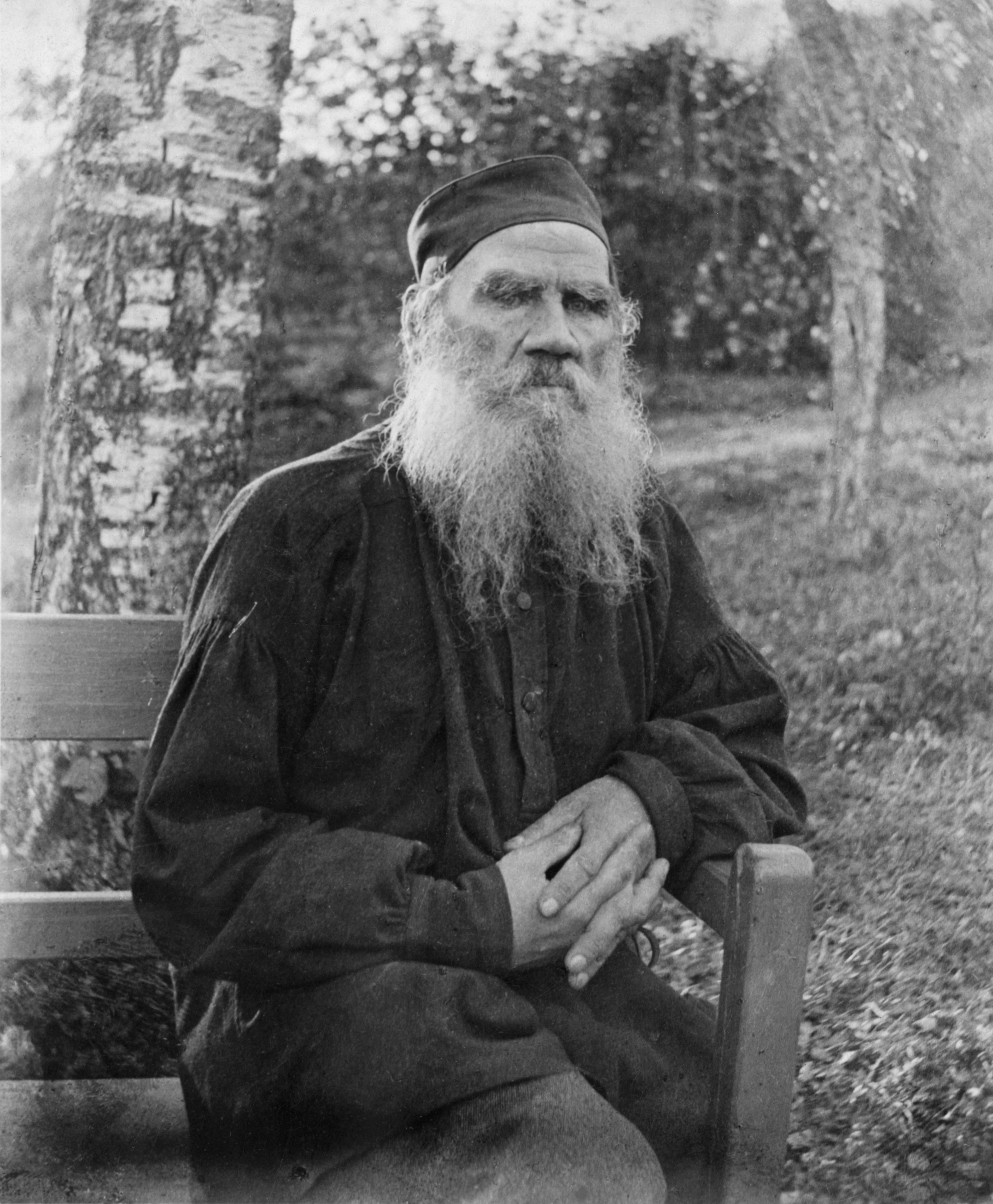
Leo Tolstoy c. 1897
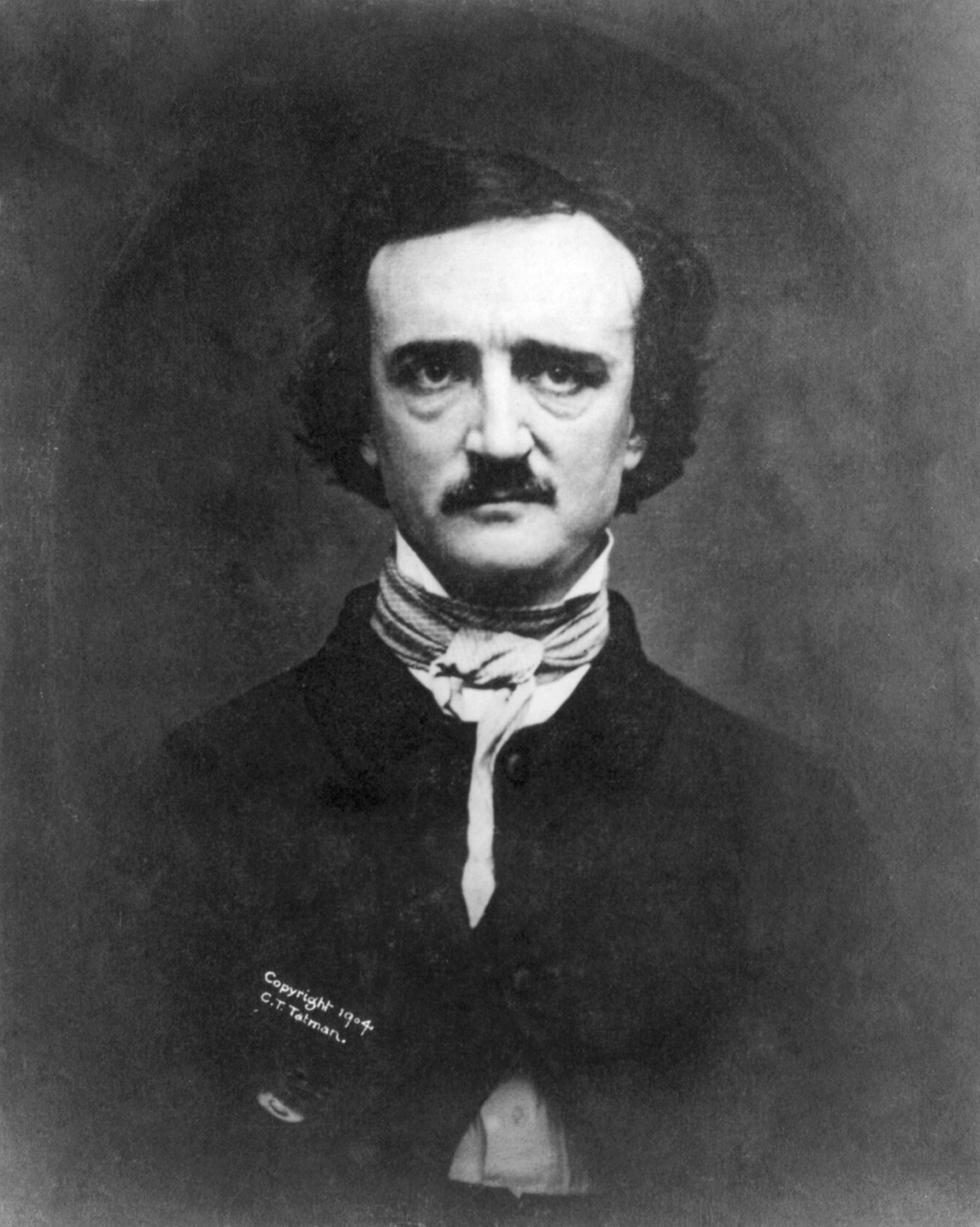
Edgar Allan Poe
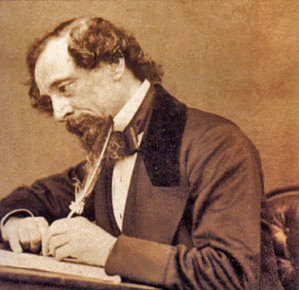
Charles Dickens
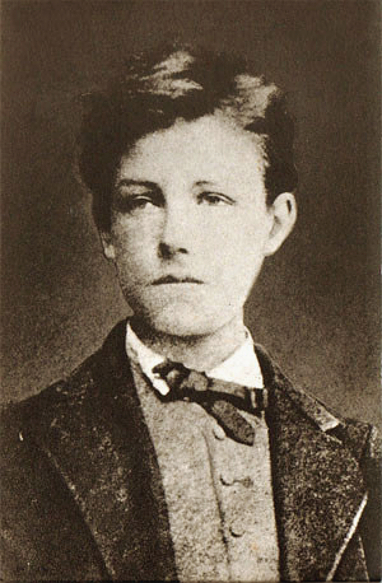
Arthur Rimbaud  c. 1872
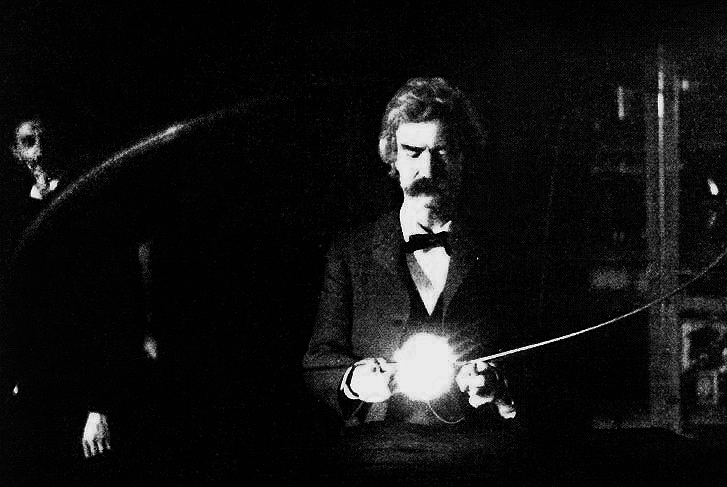
Mark Twain, 1894
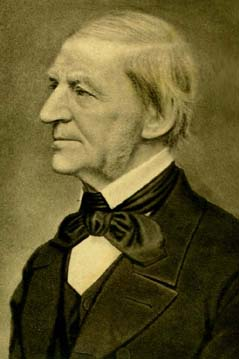
Ralph Waldo Emerson
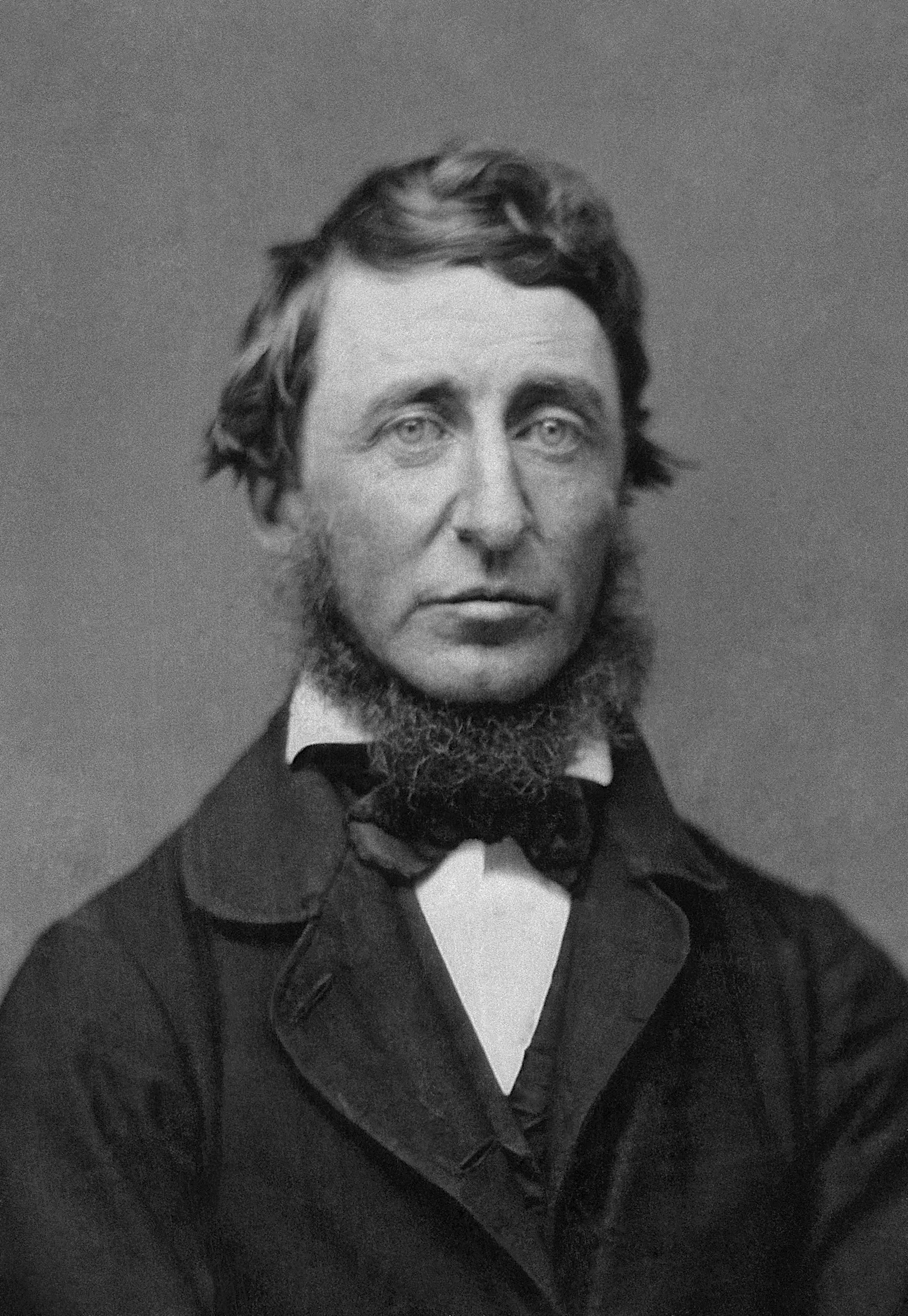
Henry David Thoreau, August 1861.
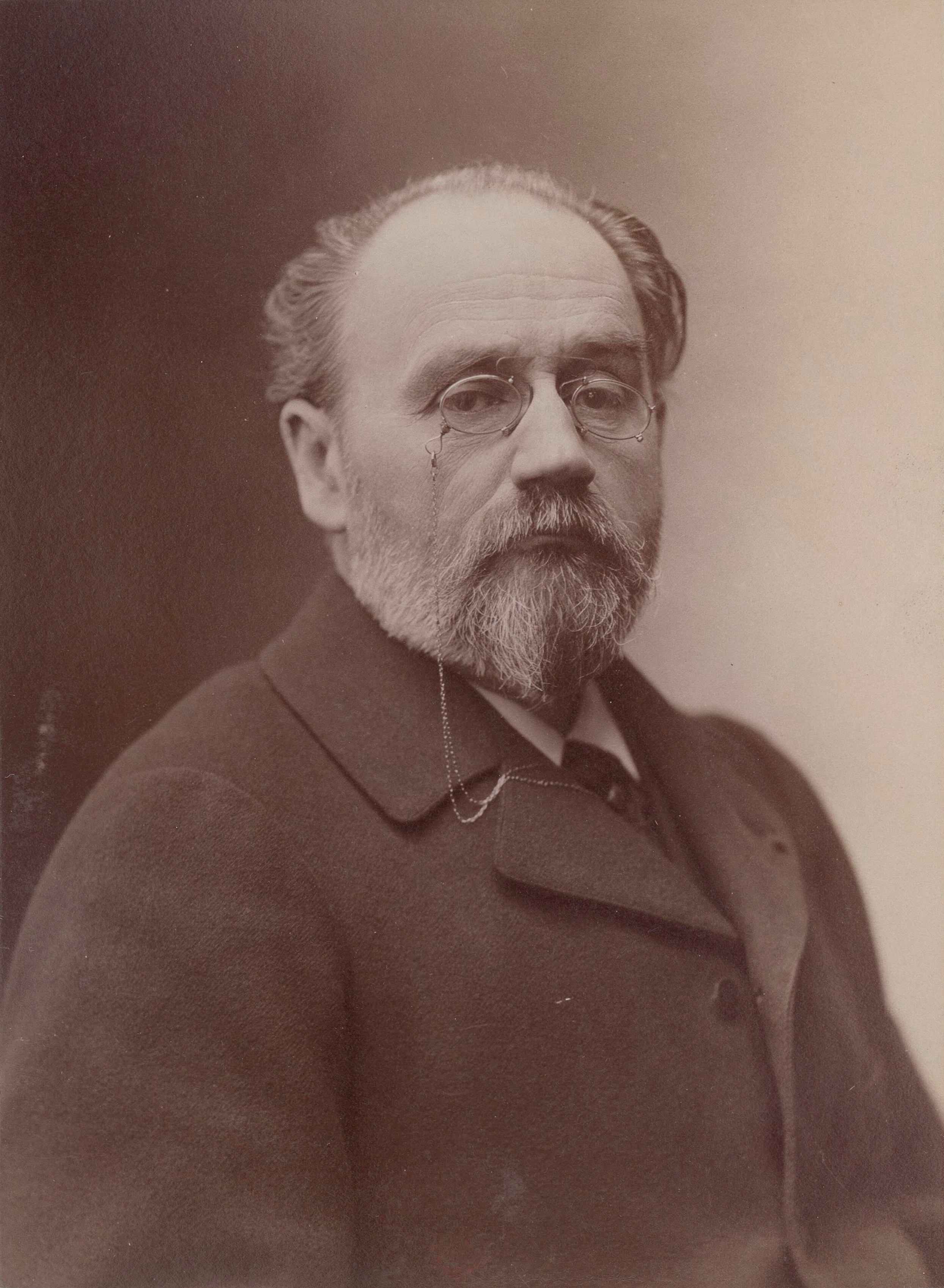
Émile Zola, c. 1900
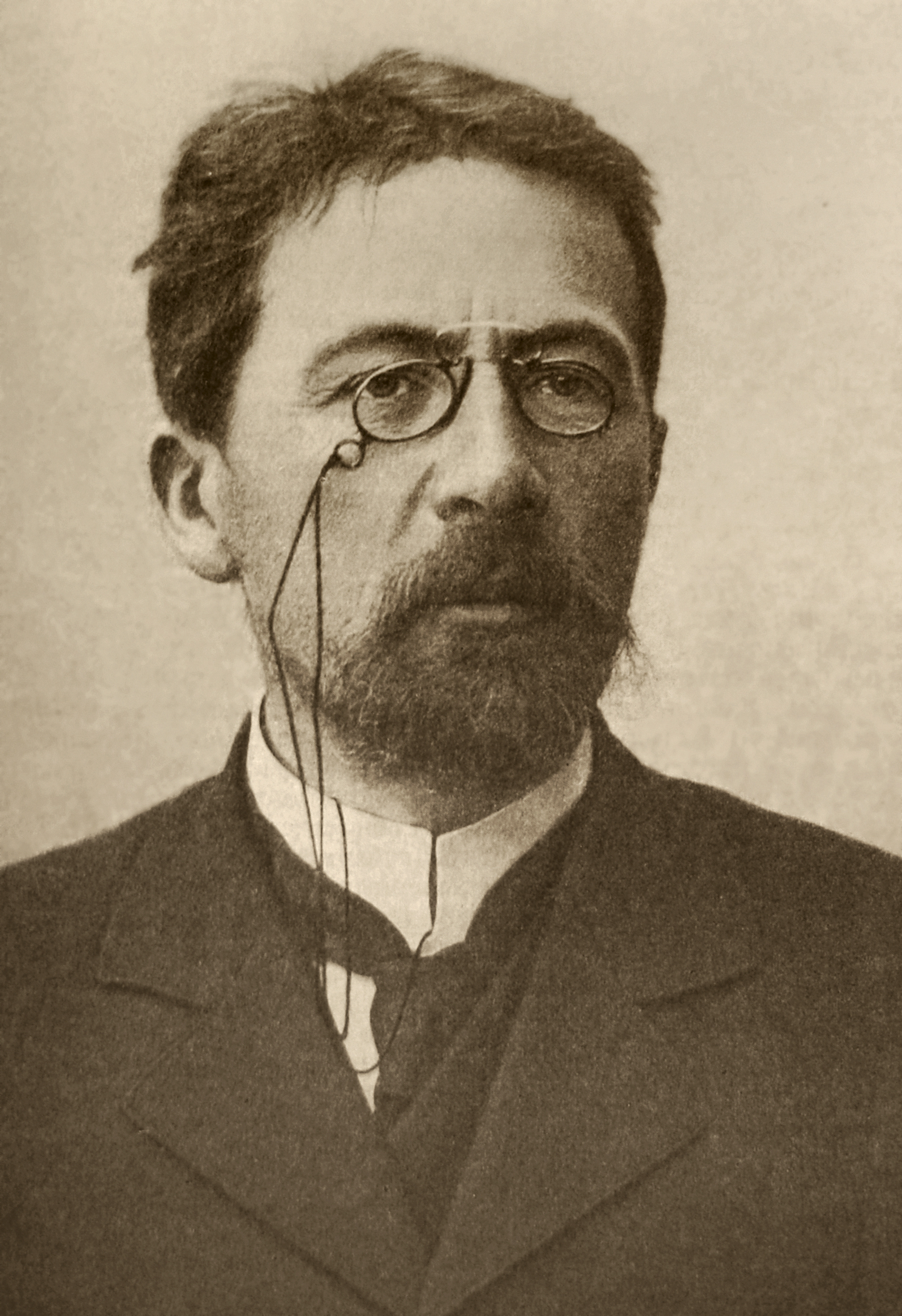
Anton Chekhov
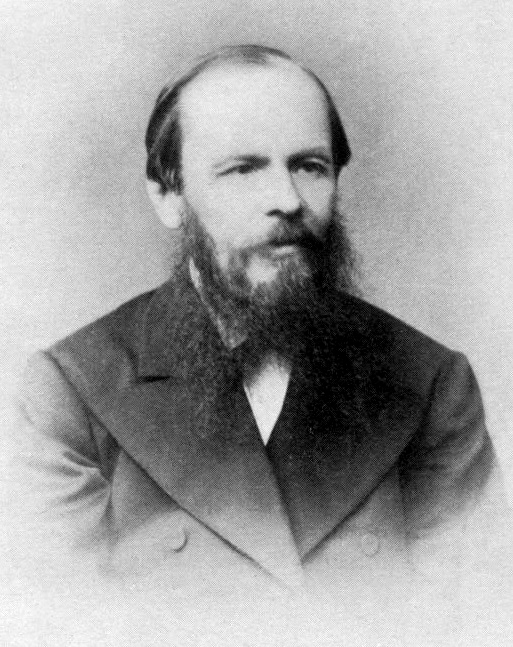
Fyodor Dostoevsky, 1876
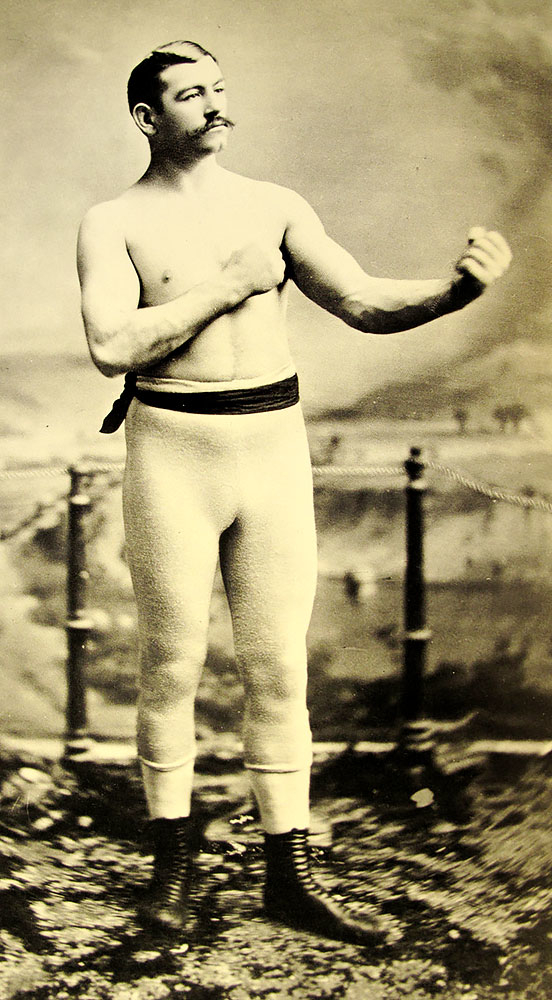
John L Sullivan, c. 1882
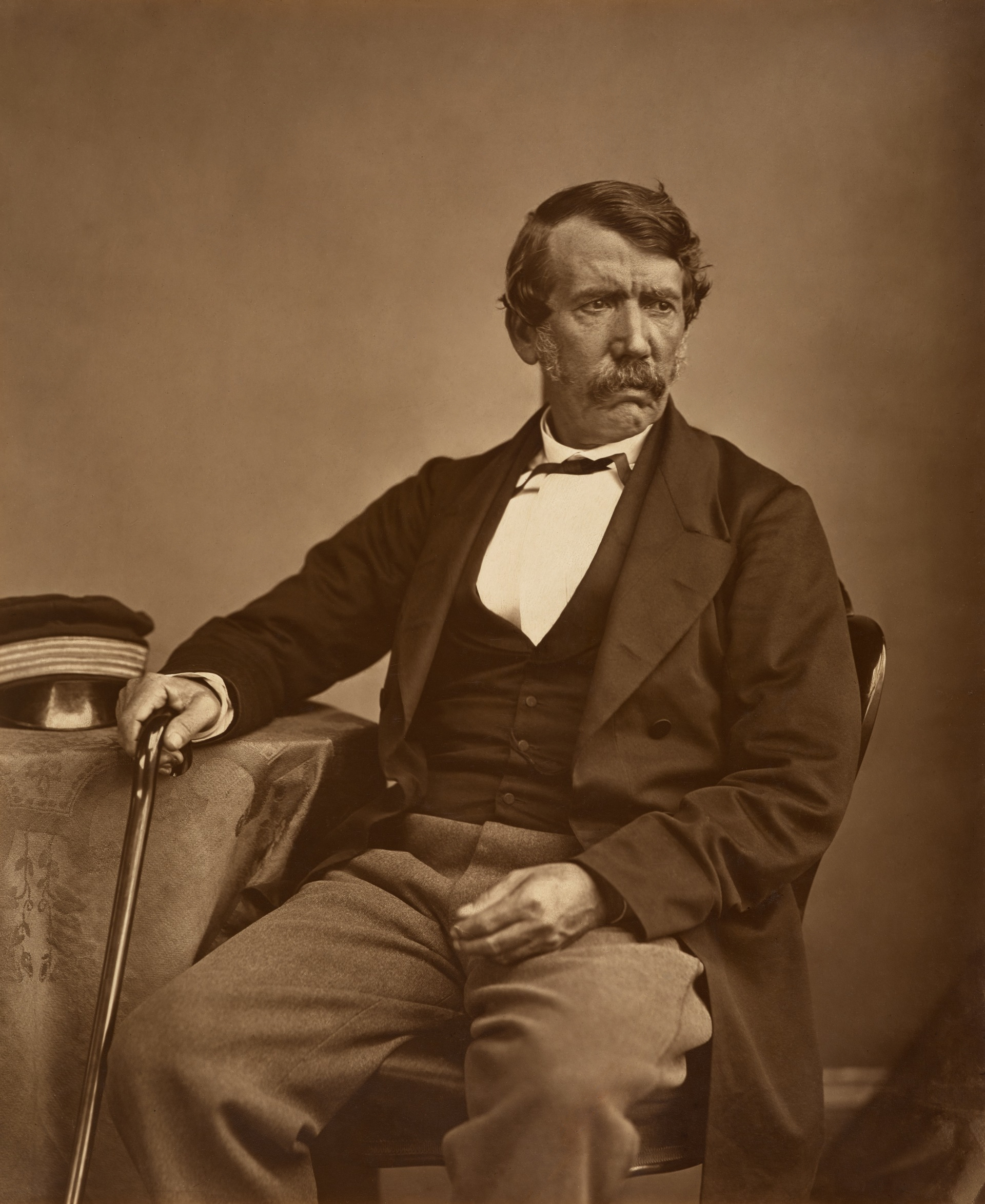
David Livingstone 1864
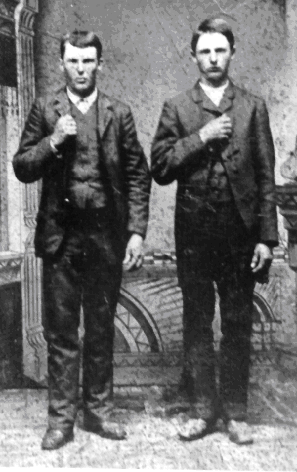
Jesse and Frank James, 1872
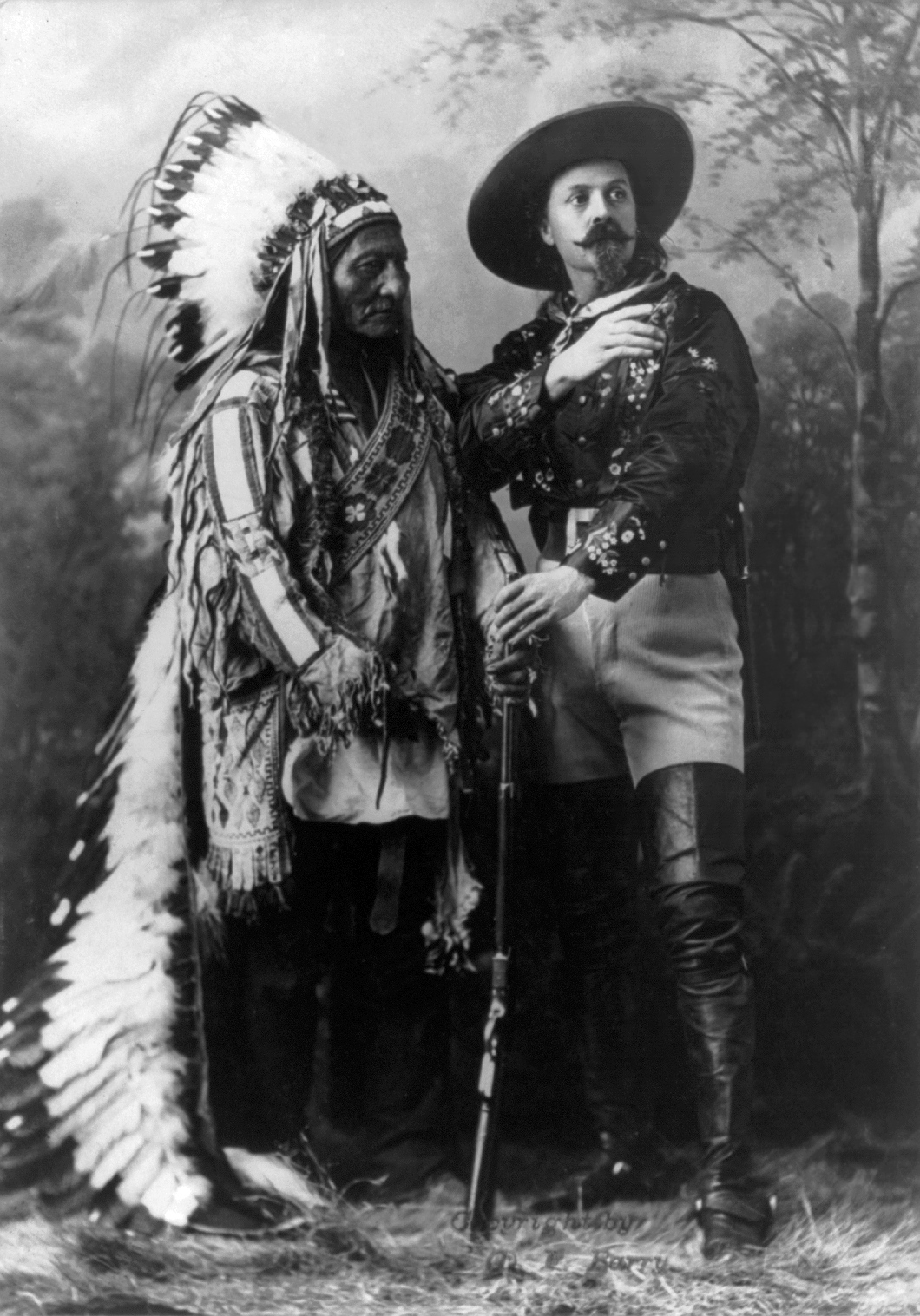
Sitting Bull e Buffalo Bill Cody, Montreal, Quebec, 1885
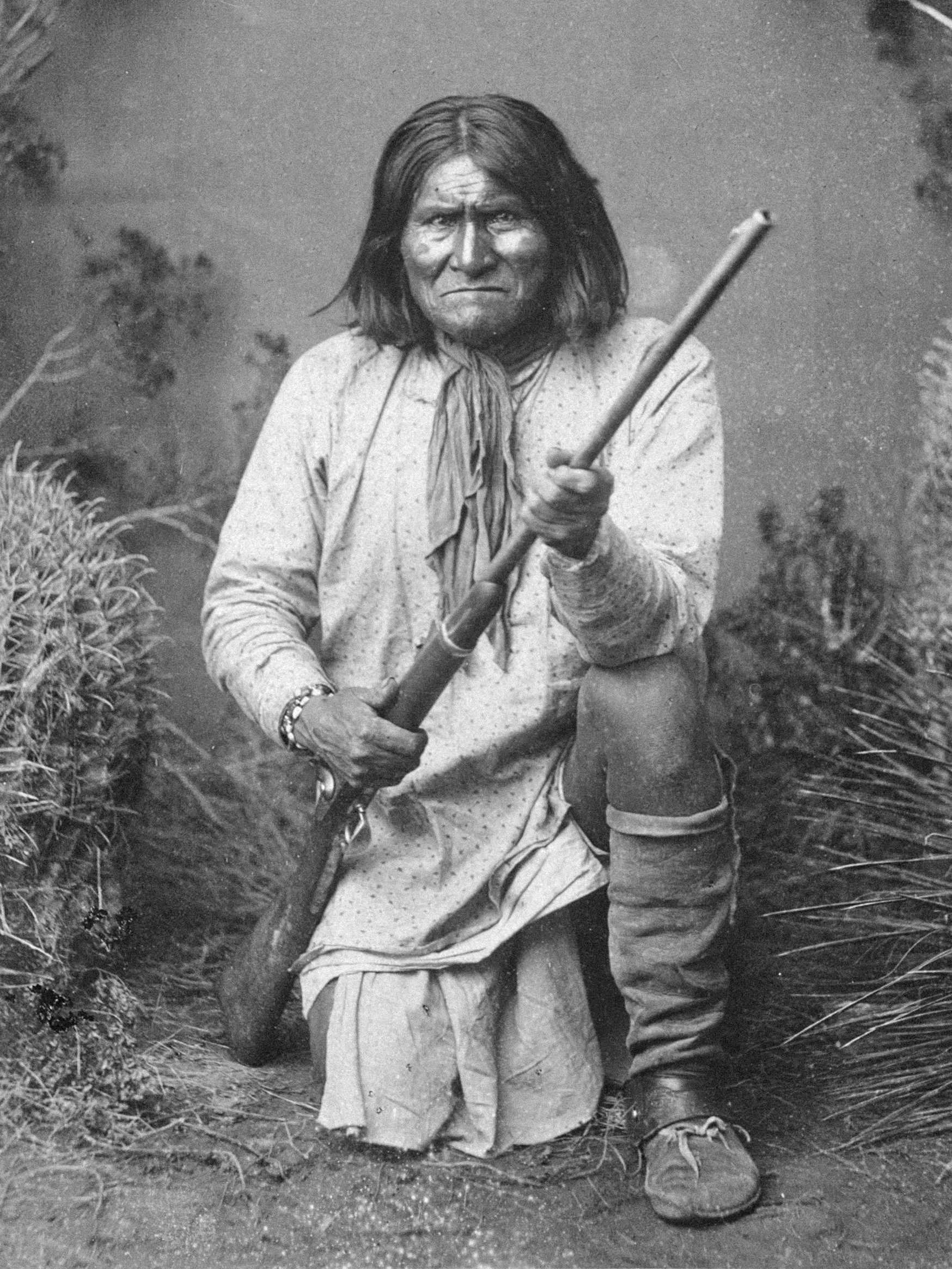
Geronimo, 1887
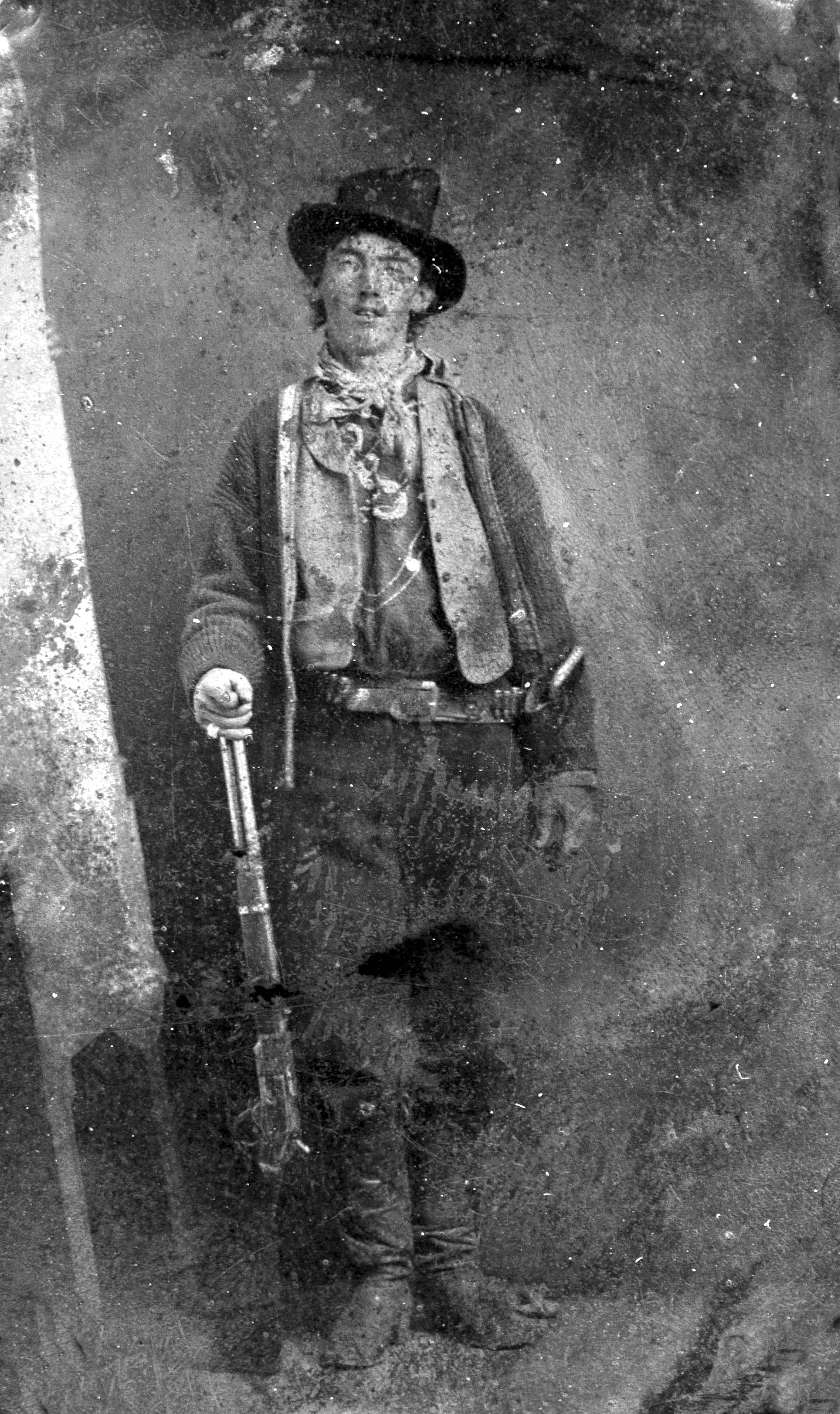
Billy the Kid, c. 1870
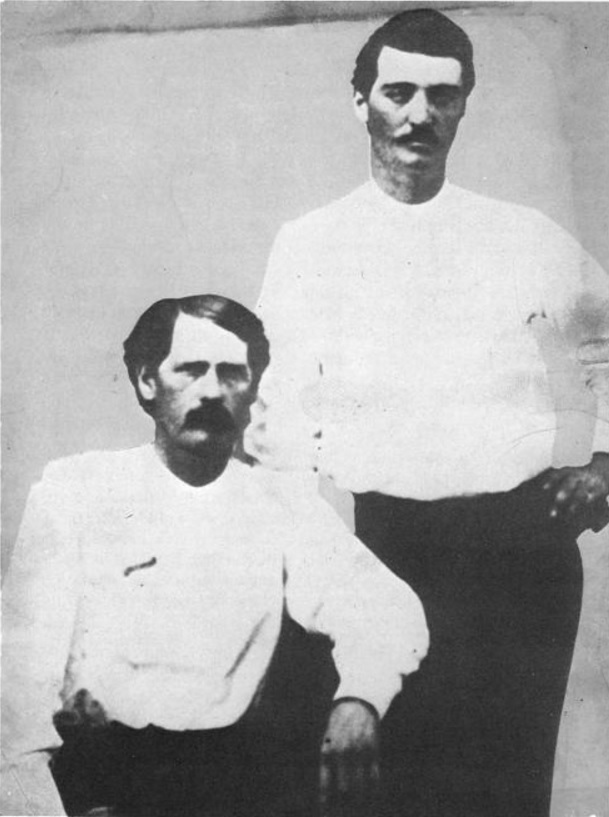
Bat Masterson e Wyatt Earp em Dodge City, 1876
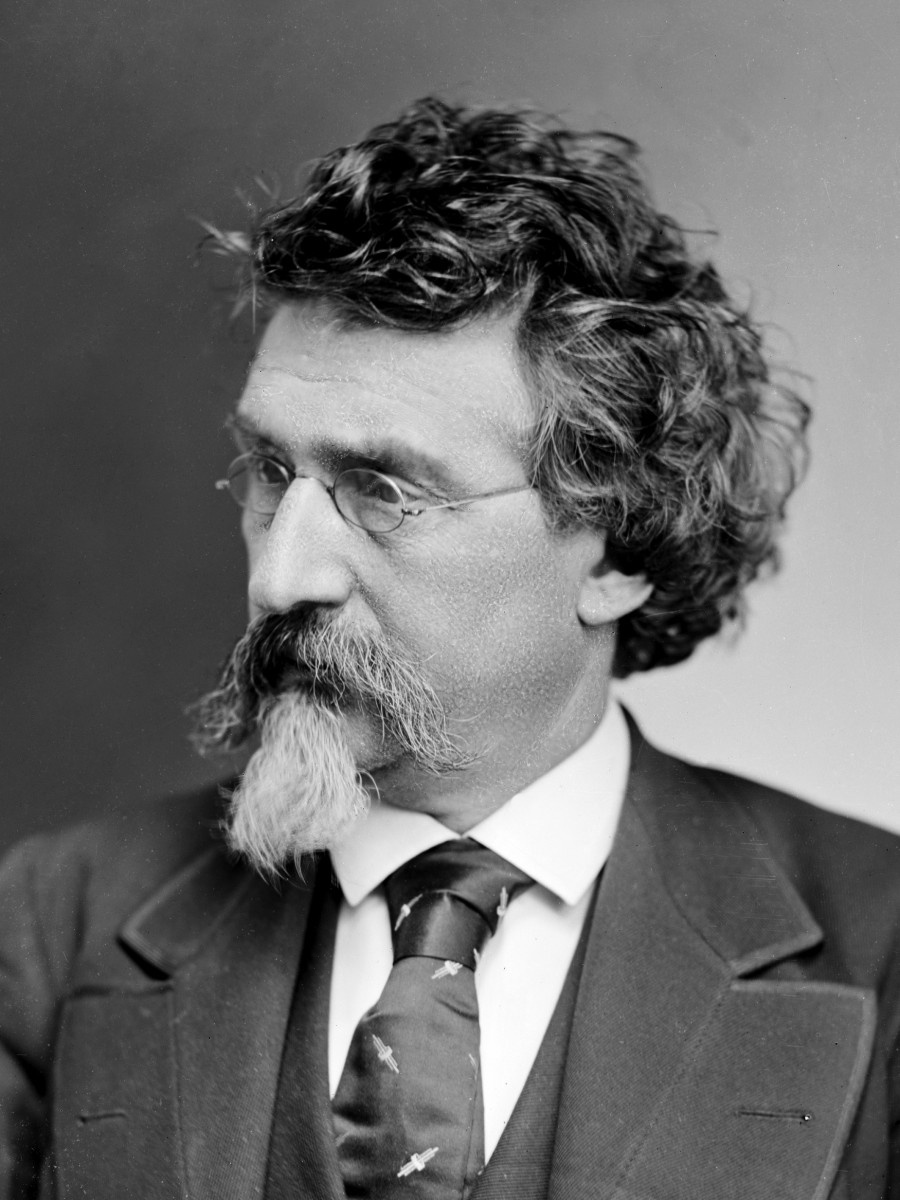
Mathew Brady, c. 1875
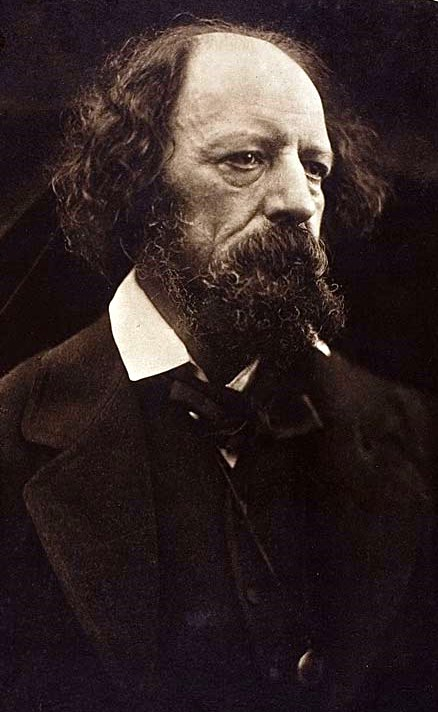
Alfred, Lord Tennyson
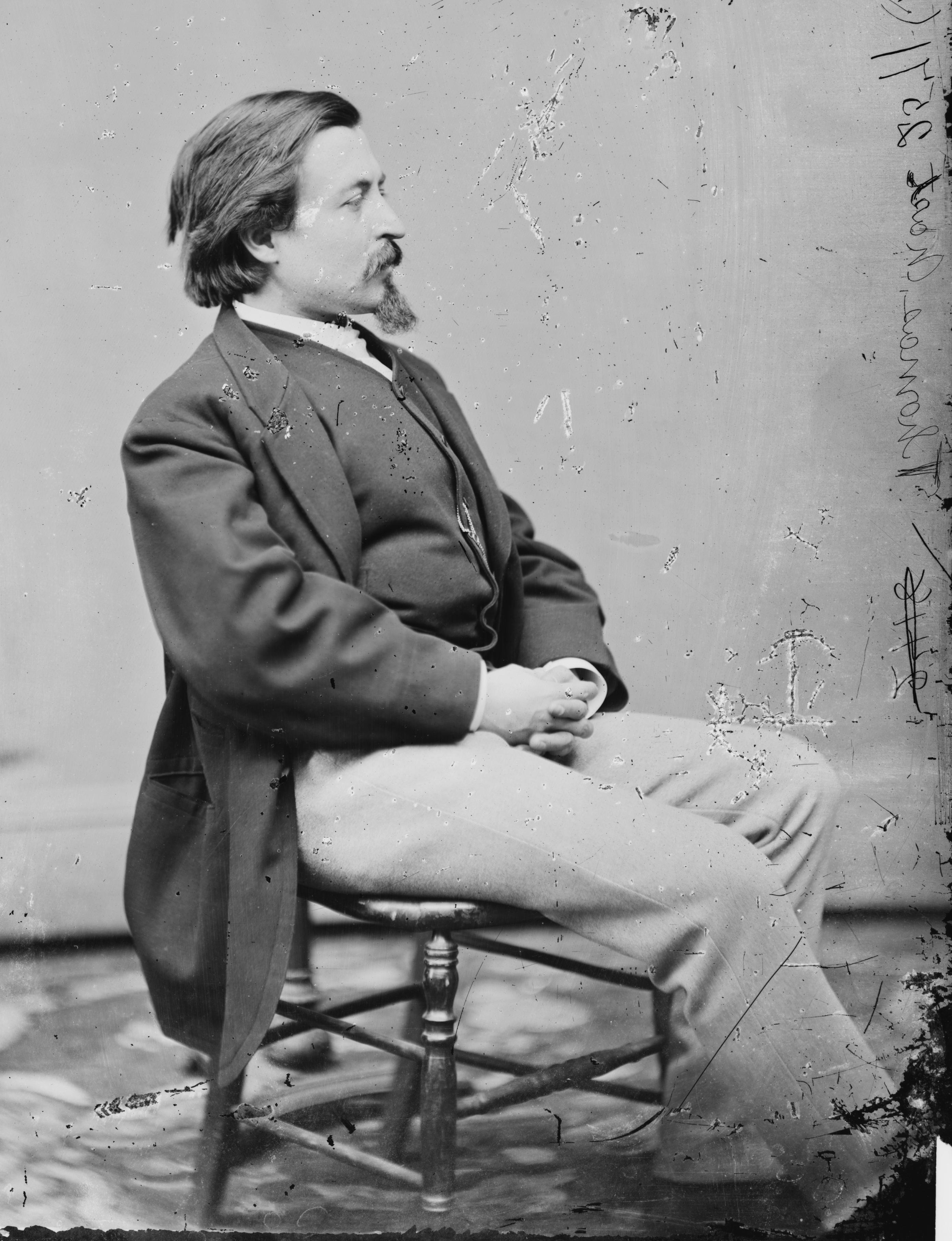
Thomas Nast, c. 1860–1875
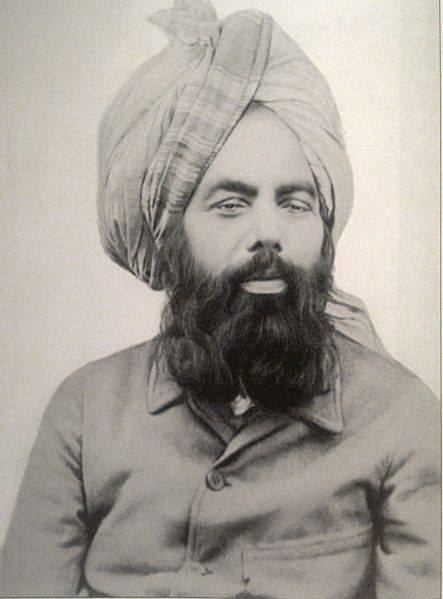
Mirza Ghulam Ahmad
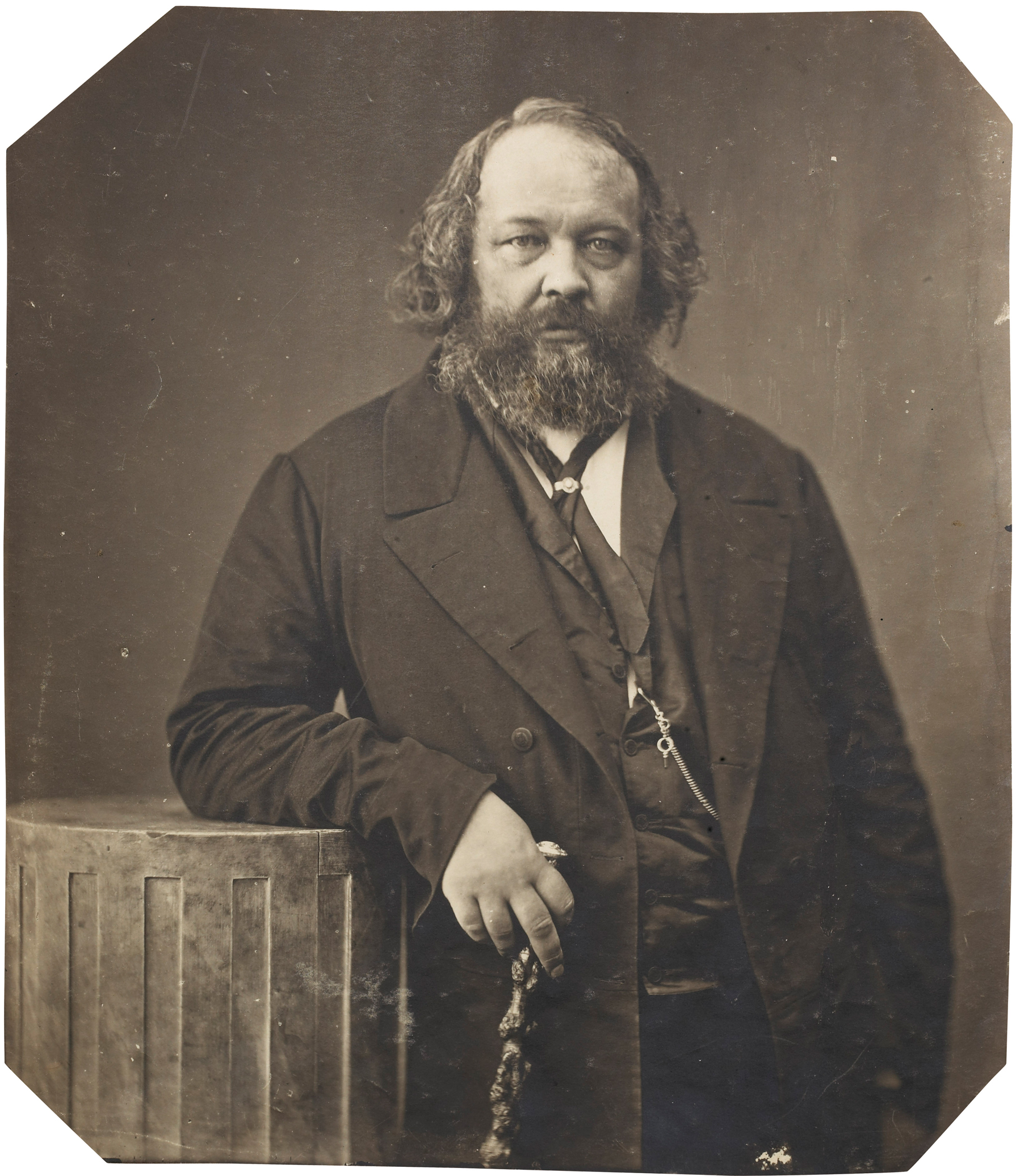
Mikhail Bakunin
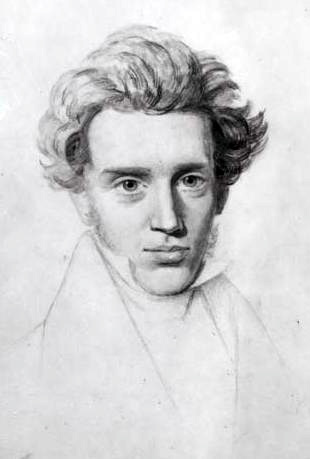
Søren Kierkegaard
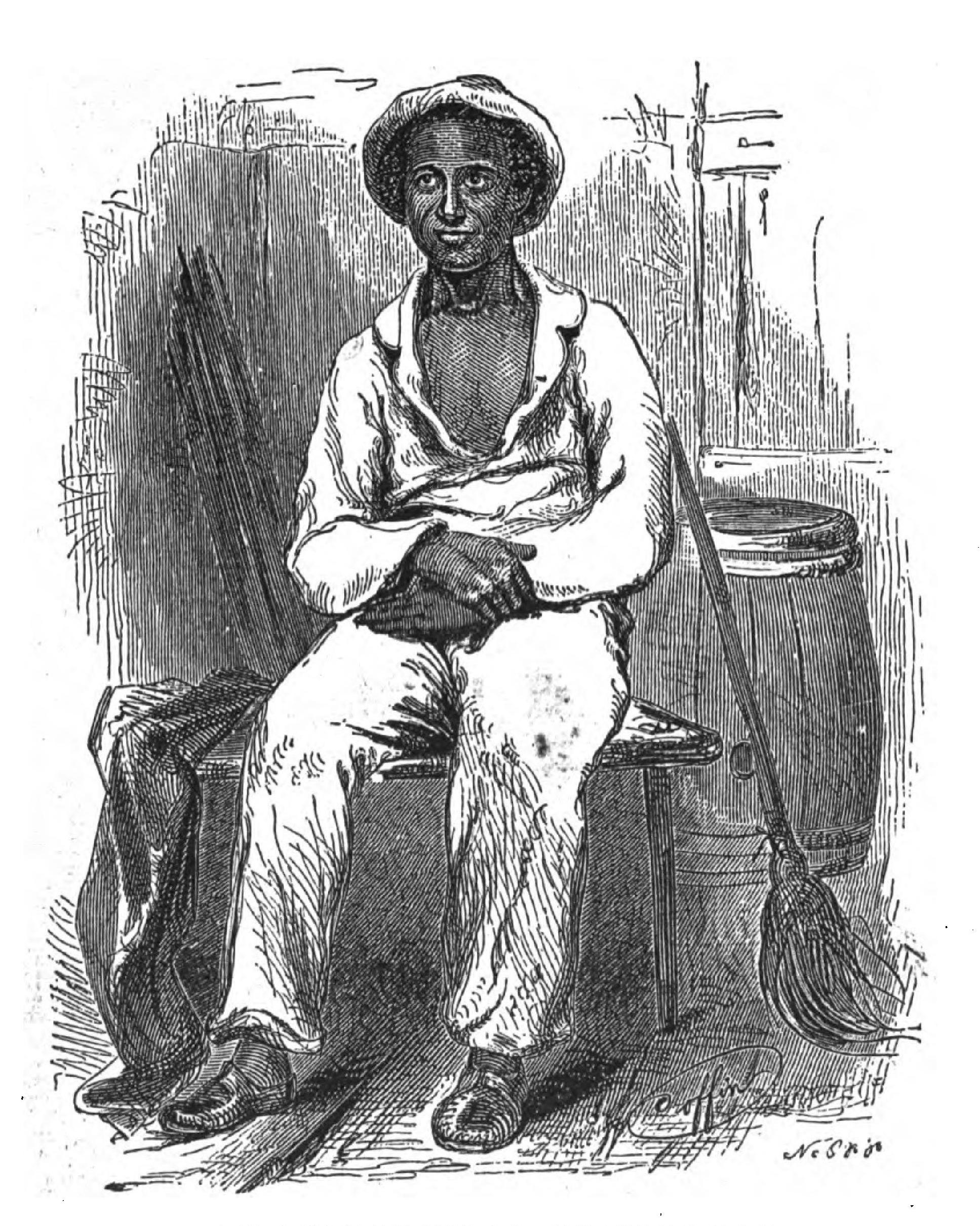
Solomon Northup
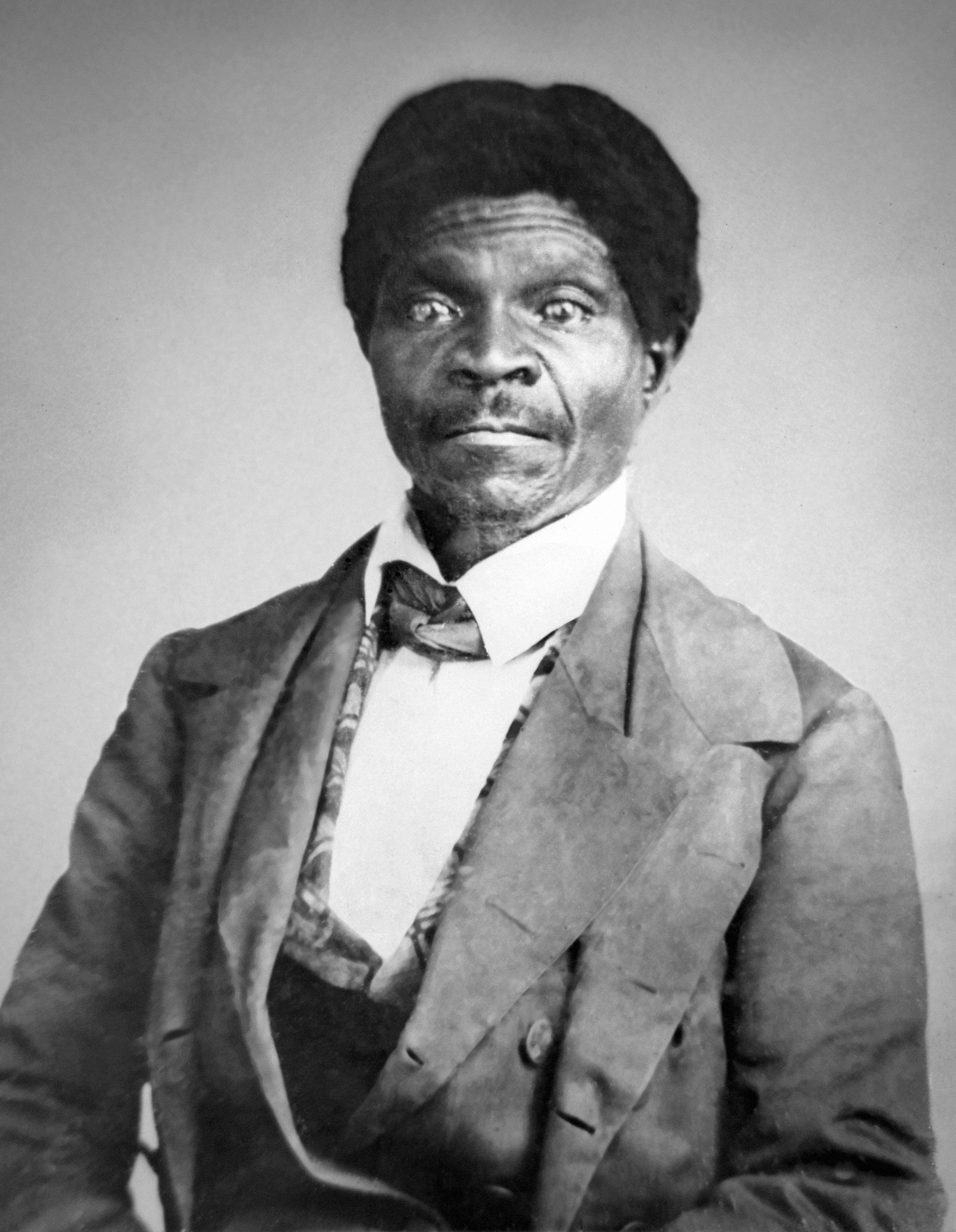
Dred Scott
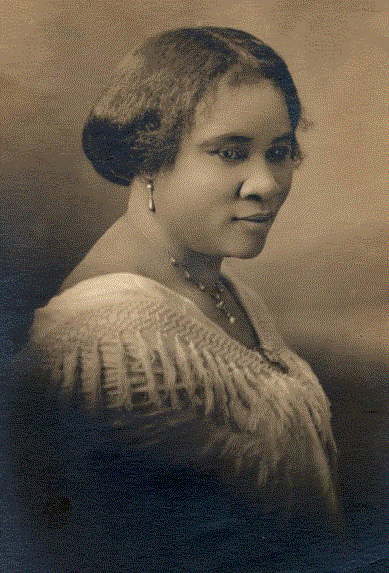
Madam C. J. Walker
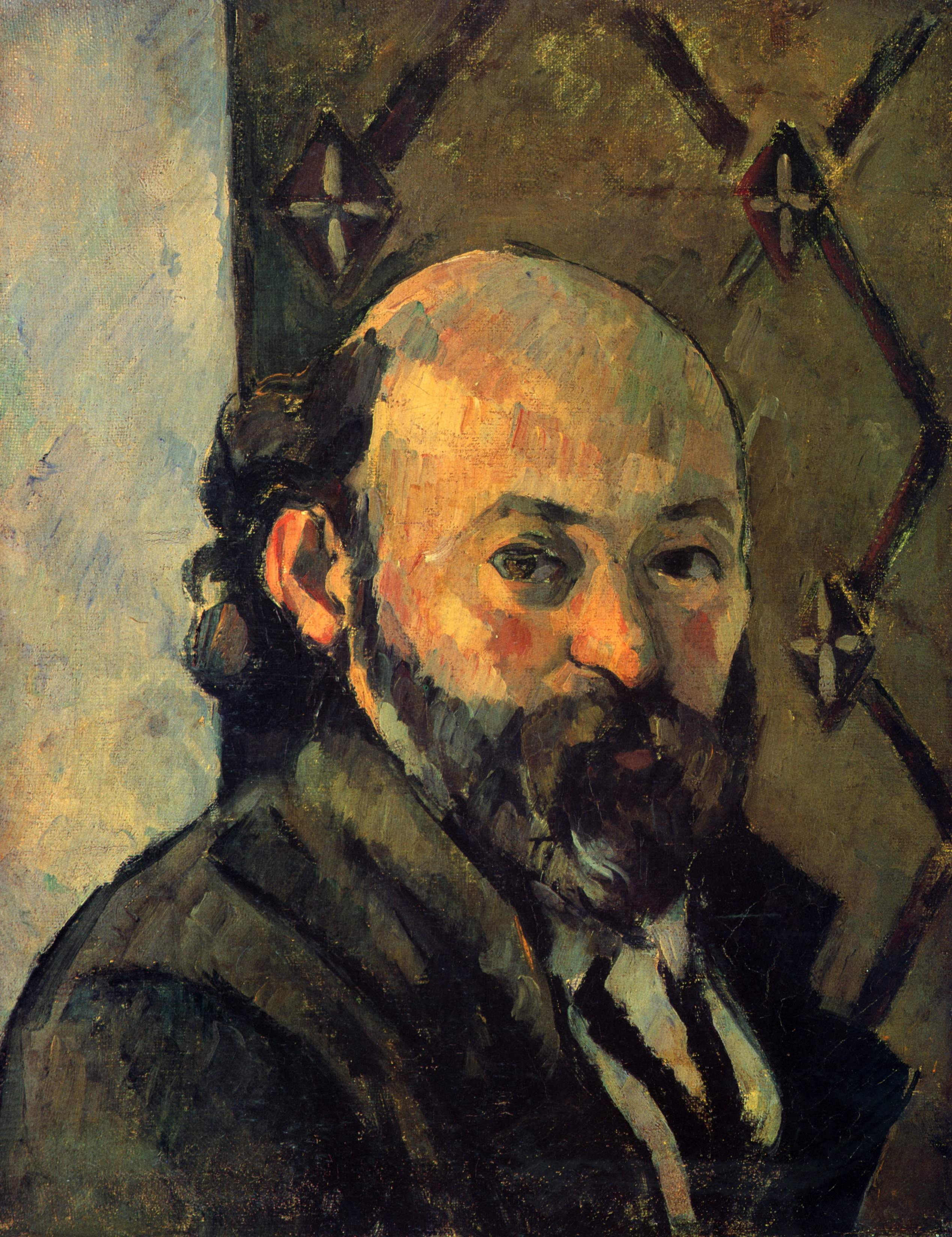
Paul Cézanne, 1880–1881
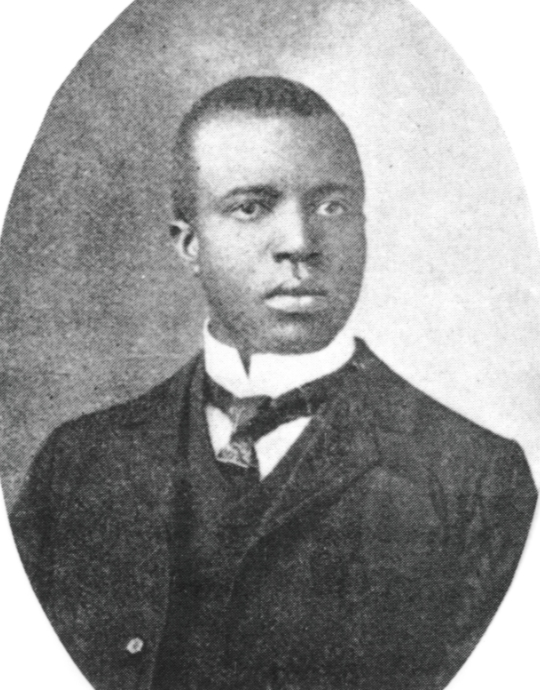
Scott Joplin
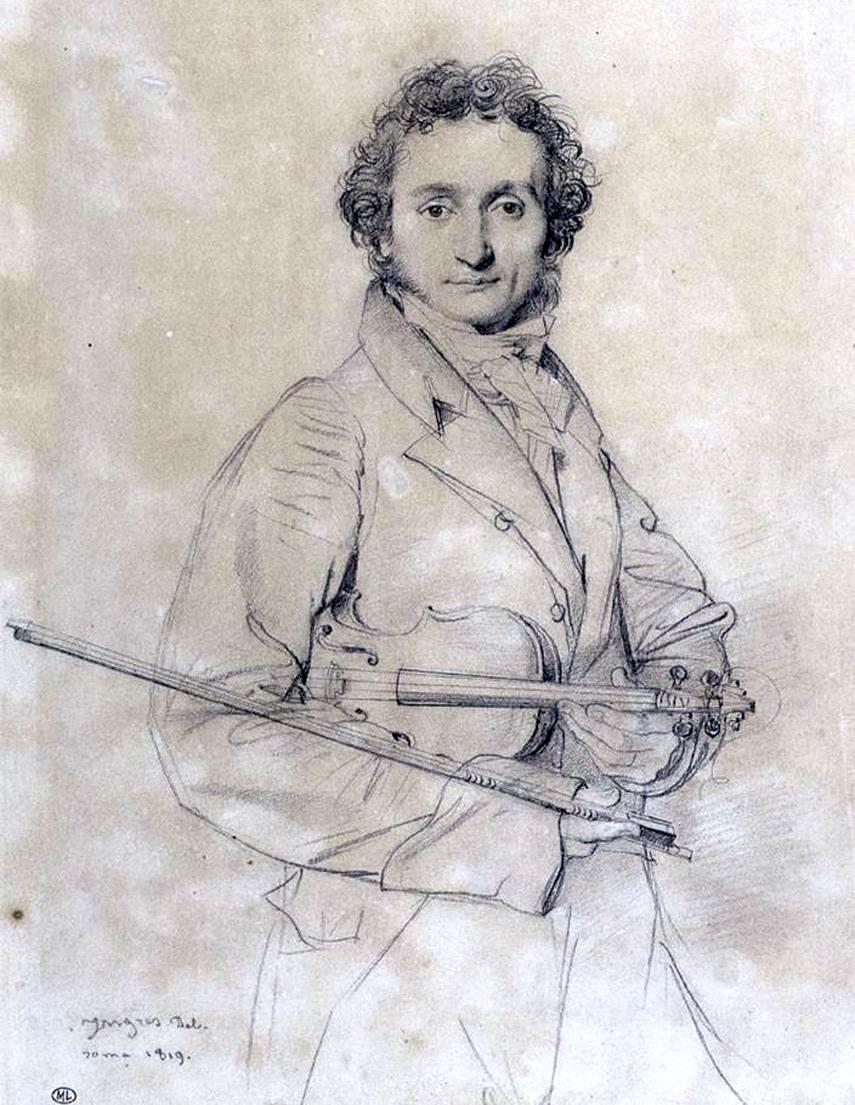
Niccolò Paganini, c.1819
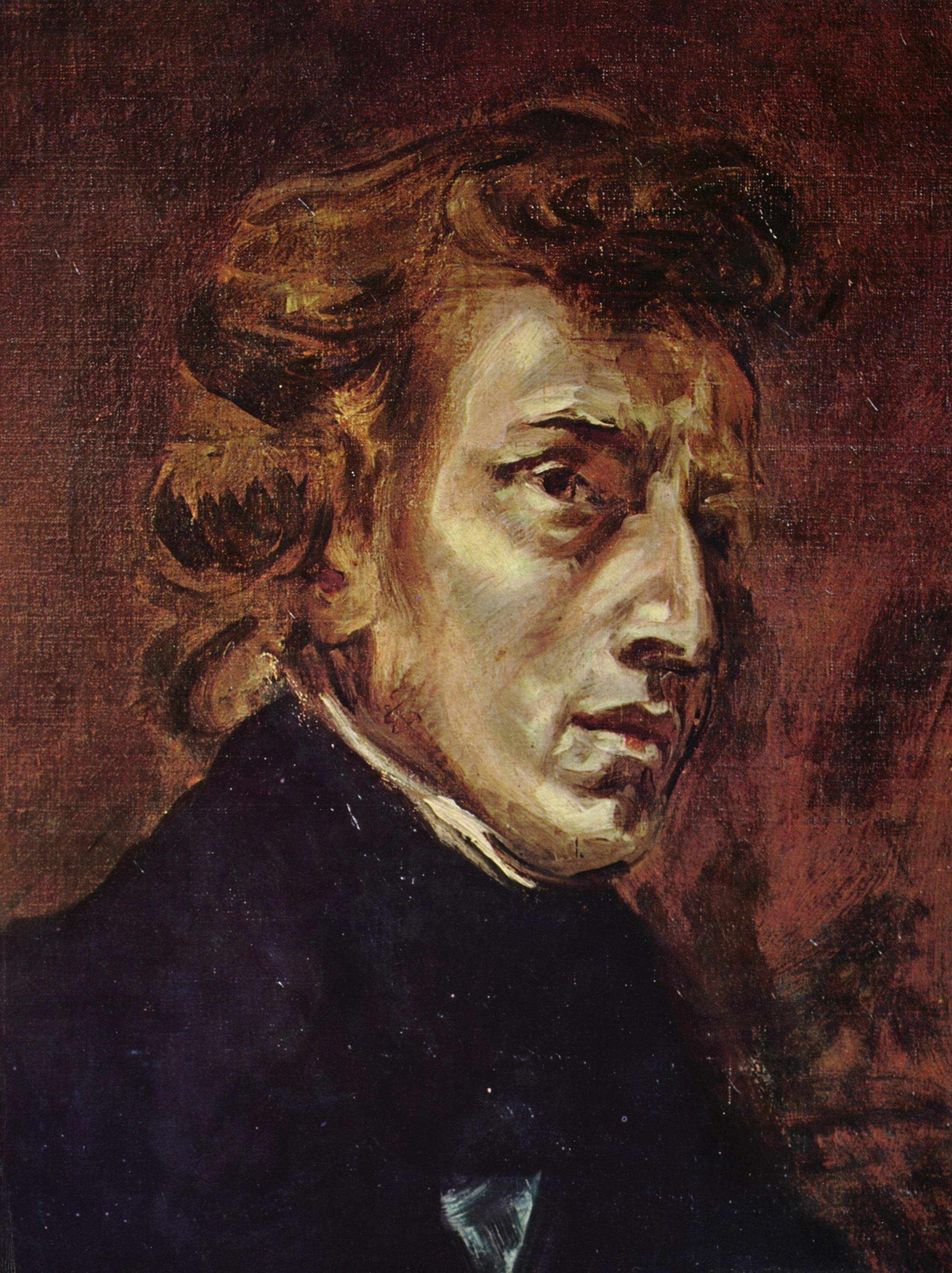
Frédéric Chopin, 1838
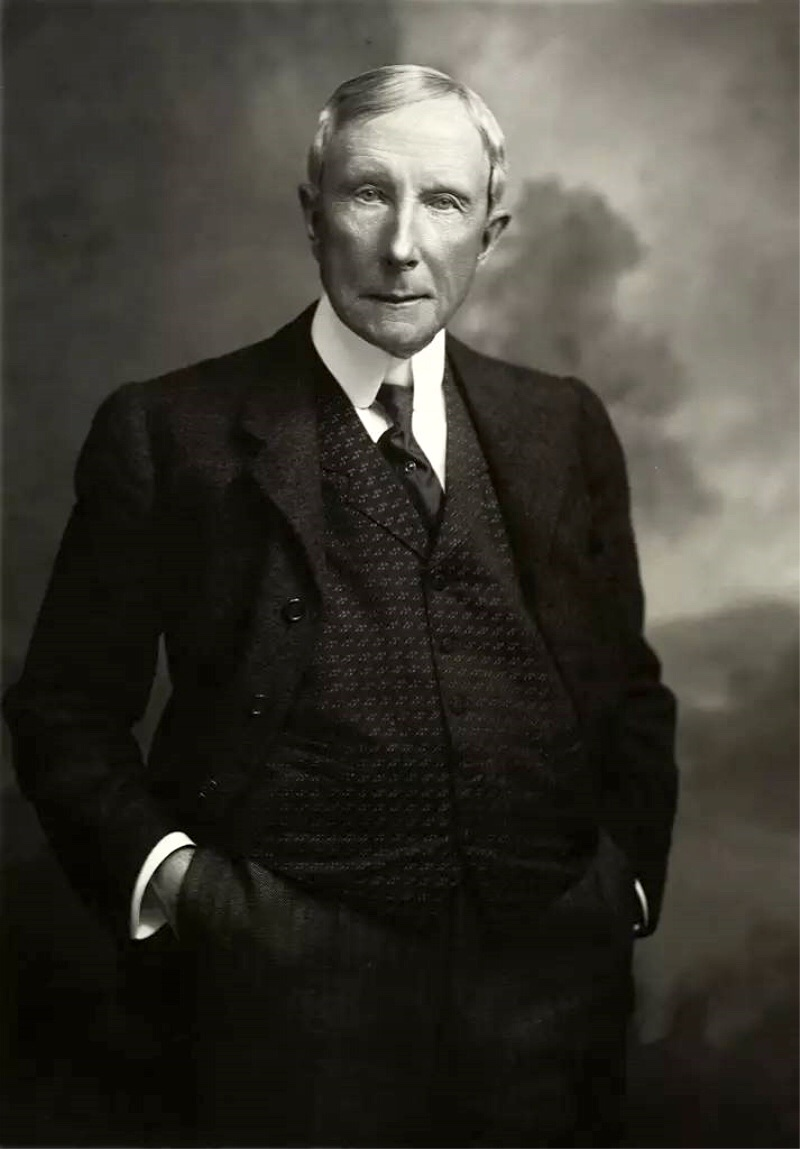
John D. Rockefeller
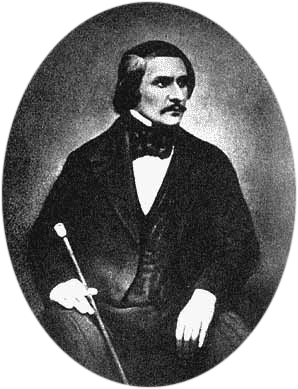
Nikolai Gogol, c.1845